# Achéménides
Pour les articles homonymes, voir Achéménide (homonymie).
Vous lisez un « article de qualité » labellisé en 2007.
Sauf précision contraire, les dates de cet article sont sous-entendues « avant l'ère commune », c'est-à-dire « avant Jésus-Christ ».
vers 559 av. J.-C. – 330 av. J.-C.
(229 ans)
Entités précédentes :
- Mèdes
- Empire néo-babylonien
- Saces
- Égypte
- Koush

Entités suivantes :
- Empire d’Alexandre le Grand

L'Empire achéménide (prononcé /a.ke.me.nid/) est le premier empire perse de l'Histoire. Il fut gouverné par Cyrus II et ses descendants sur une grande partie du Moyen-Orient durant le Ier millénaire av. J.-C.
Il s'agit d'un des plus grands empires ayant existé durant l'Antiquité, s'étendant sur environ 5,5 millions de kilomètres carrés à son apogée. Il s'étend alors au nord et à l'ouest en Asie Mineure, en Thrace et sur la plupart des régions côtières du Pont-Euxin ; à l'est jusqu'en Afghanistan et sur une partie du Pakistan actuels, et au sud et au sud-ouest sur l'actuel Irak, sur la Syrie, le Liban, Israël et la Palestine, la Jordanie, le nord de l'Arabie saoudite, l'Égypte, et jusqu'au nord de la Libye.
Le nom « Achéménides » (en vieux perse : Haxāmanišiya) se rapporte au clan fondateur qui se libère vers 550 av. J.-C. de la tutelle des Mèdes, auparavant leurs souverains, ainsi qu'au grand Empire qui résulte ensuite de leur domination. L'Empire fondé par les Achéménides s'empare de l'Anatolie en défaisant la Lydie, puis conquiert l'Empire néo-babylonien et l'Égypte, unissant alors les plus anciennes civilisations du Moyen-Orient dans une seule entité politique de façon durable. L'Empire achéménide menace par deux fois la Grèce antique et s'effondre, vaincu par Alexandre le Grand, en 330 av. J.-C., non sans léguer aux Diadoques qui lui succèdent une partie notable de ses traits culturels et politiques.
Durant les deux siècles de sa suprématie, l'Empire achéménide a développé un modèle impérial reprenant de nombreux traits de ses prédécesseurs assyriens et babyloniens, tout en présentant des aspects originaux, comme une souplesse et un pragmatisme constants dans ses relations avec les peuples dominés, tant que ceux-ci respectaient sa domination. Les rois perses ont réalisé des travaux importants sur plusieurs sites du cœur de leur Empire (Pasargades, Persépolis, Suse), synthétisant les apports architecturaux et artistiques de plusieurs des pays dominés et exprimant avec pompe leur idéologie impériale.

## Conditions d'études

### Sources
Les grands rois achéménides ont laissé des inscriptions royales, sources de renseignements sur l'activité de construction des sites et sur leur vision de l'Empire. Elles livrent de nombreux indices qui, mis en perspective avec le contexte historique d'époque, permettent de comprendre la volonté politique des rois et leur façon de concevoir l'exercice du pouvoir. Elles ont été redécouvertes et traduites à partir du milieu du XIXe siècle. D'autres témoignages sont constitués d'archives administratives, satrapiques ou royales, dans lesquelles étaient reportées les décisions les plus importantes (mouvements de terre, documents fiscaux…).
C'est plutôt grâce aux écrits extérieurs qu'on connaît traditionnellement l'histoire achéménide, notamment par les auteurs grecs comme Hérodote, Strabon, Ctésias, Polybe, Élien et d'autres. Dans la Bible, le Livre d'Esdras, le Livre d'Esther et le Livre de Daniel contiennent aussi des références aux grands rois. Les auteurs anciens ont également écrit au sujet de la Perse, dans des ouvrages appelés les Persika, ouvrages dont la connaissance se limite à quelques fragments, le reste ayant été perdu.
La documentation sur les Achéménides est donc en fin de compte importante et variée. Les éléments iconographiques sont nombreux, mais leur analyse pose un problème car ils sont très inégalement répartis dans l'espace et dans le temps, de même que les travaux archéologiques qui ont longtemps privilégié certaines régions. Cela a abouti à un écart documentaire : il existe peu ou pas de sources sur certaines régions, alors que d'autres comme le Fars, la Susiane, l'Égypte, la Babylone sont très bien documentées. De plus, si les documents sur les règnes de Cyrus le Grand, d'Artaxerxès Ier et de Darius II abondent, il n'en est pas de même pour d'autres époques. Ces tendances reflètent sûrement des réalités antiques (les régions les mieux connues sont probablement celles qui étaient le plus densément occupées, les plus lettrées et les plus prospères), mais les recherches archéologiques récentes tendent à compenser certains de ces déséquilibres.

### Développement des études sur les Achéménides
Après avoir été longtemps marginaux entre les études sur la Grèce antique et celles sur le reste du Proche-Orient ancien, les travaux sur l'Empire achéménide connaissent un essor depuis les années 1980 sous l'impulsion de plusieurs chercheurs mettant en place des structures et colloques facilitant la communication entre les spécialistes de la période. Heleen Sancisi-Weerdenburg (en) a ainsi mis en place les Achaemenid History Workshops entre 1980 et 1990 à partir de Groningen, assistée par la suite par Amelie Kurth. Cela aboutit à plusieurs publications dans la série Achaemenid History.
Pierre Briant, professeur à l'université Toulouse II -Le Mirail puis au Collège de France où il était titulaire de la chaire Histoire et civilisation du monde achéménide et de l'empire d'Alexandre de 1999 à 2012, dirige des outils de travail et de coordination particulièrement actifs : le site Internet Achemenet et la série de publications Persika, qui publie notamment les actes de colloques organisés régulièrement et faisant le point sur les avancées de la recherche sur divers sujets.
Parmi les projets récents, on mentionnera également le Persepolis Fortification Archive Project de l'Oriental Institute de Chicago, sous la direction de Matthew Stolper, qui a pour but de donner un essor aux travaux sur les archives des fortifications de Persépolis, peu étudiées depuis leur découverte dans les années 1930.

## Histoire

### Origines de la dynastie
Le fondateur de cette dynastie serait Achéménès (en vieux perse : Haxāmaniš, en grec ancien Ἀχαιμένης, ou هخامنش en persan moderne qui signifie « homme sage, d'un esprit amical »). Il s'agit d'une personne dont l'existence reste controversée (voir plus bas), chef d'un clan perse régnant probablement sur d'autres tribus perses dès le IXe siècle av. J.-C. Installés dans le Nord de l'Iran (à proximité du lac d'Orumieh), les Achéménides sont alors tributaires des Assyriens.
Sous la pression des Mèdes, des Assyriens et des Urartiens, ils migrent vers le sud des monts Zagros et s'installent progressivement dans la région d'Anshan vers la fin du IIe millénaire et le début du Ier millénaire av. J.-C.. Teispès aurait agrandi le territoire achéménide en conquérant le royaume d'Anshan et le Fars, gagnant ainsi le titre de Roi d'Anshan tandis qu'Assurbanipal prend Suse et que le royaume élamite disparaît temporairement.
Teispès est le premier roi achéménide à porter le titre de « Roi (de la ville) d'Anshan ». Des inscriptions révèlent que lorsque Teispès meurt, le royaume est partagé entre deux de ses fils, Cyrus Ier (Kurāsh ou Kurāš), souverain d'Anshan, et Ariaramnes (Ariyāramna, « Celui qui a amené la paix aux Iraniens »), souverain de Parsumaš. Leurs fils respectifs leur succèdent : Cambyse Ier (Kambūjiya, « l'aîné ») sur le trône d'Anshan, et Arsames (Aršāma, « Celui qui a une puissance héroïque ») sur Parsumaš. Ces rois n'ont qu'un rôle restreint dans la région, qui est alors dominée par les Mèdes et les Assyriens. L'existence de Cyrus et son règne sur Anshan est attestée par un sceau portant la mention Kurāš d'Anšan, fils de Teispès. Toutefois, une inscription datée de 639 mentionne le paiement d'un tribut à Assurbanipal par Kurāš de Parsumaš, ce qui suggère que le roi de Parsumaš serait le même Cyrus, unifiant les deux couronnes. Cet élément pourrait alors synchroniser les histoires persanes et assyriennes. Cependant, cette interprétation est discutée, et Parsumash, Parsa et Anshan semblent devoir être distingués. Après la chute du Royaume assyrien, les Achéménides reconnaissent l'autorité des Mèdes. Bien qu'Hérodote ait écrit « il y avait longtemps que les Perses prenaient mal leur parti d'être commandés par les Mèdes », les origines et modalités de cette sujétion restent encore inconnues.
Darius Ier est le premier à parler d'Achéménès, qu'il présente comme l'ancêtre de Cyrus le Grand (576-529 av. J.-C.) ; ce qui ferait de lui le fondateur de la lignée des souverains achéménides. Cependant, il est possible qu'Achéménès soit un personnage fictif utilisé par Darius usurpant le trône persan afin de légitimer son pouvoir. Si l'on se réfère aux premiers souverains, la dynastie des rois achéménides s'étend de 650 à 330 av. J.-C. environ.

### Souverains achéménides
| Non attestés Les témoignages épigraphiques de ces souverains ne peuvent être confirmés et sont souvent considérés comme étant inventés par Darius Ier | Non attestés Les témoignages épigraphiques de ces souverains ne peuvent être confirmés et sont souvent considérés comme étant inventés par Darius Ier | Non attestés Les témoignages épigraphiques de ces souverains ne peuvent être confirmés et sont souvent considérés comme étant inventés par Darius Ier |
| --- | --- | --- |
| vers 688/675 av. J.-C. | Achéménès | roi d'Anshan |
| vers 675/640 av. J.-C. | Teispès | roi d'Anshan, fils d’Achéménès |
| vers 640/600 av. J.-C. | Cyrus Ier | roi d'Anshan, fils de Teispès |
| 6??/6?? av. J.-C. | Ariaramnès | fils de Teispès et co-souverain avec Cyrus Ier |
| vers 600/559 av. J.-C. | Cambyse Ier | roi d'Anshan, fils de Cyrus Ier |
| 6??/5?? | Arsamès | fils d'Ariaramnes et co-souverain avec Cambyse Ier |
| Attestés | | |
| 559(550?)/529(530?) av. J.-C. | Cyrus II le Grand | grand roi de Perse, fils de Cambyse Ier, souverain d'Anshan dès 559 – s'empare de la Médie en 550                                                     |
| 529/522 av. J.-C. | Cambyse II | grand roi de Perse, fils de Cyrus le Grand |
| 522/522 av. J.-C. | Bardiya (ou Smerdis) | L'usurpateur (?), grand roi de Perse, fils présumé de Cyrus le Grand                                                                                  |
| 522(521?)/486 av. J.-C. | Darius Ier le Grand | grand roi de Perse, beau-frère de Smerdis et petit-fils d'Arsamès                                                                                     |
| 486(485?)/465 av. J.-C. | Xerxès Ier | grand roi de Perse, fils de Darius Ier |
| 465/424 av. J.-C. | Artaxerxès Ier Longue Main | grand roi de Perse, fils de Xerxès Ier |
| 424/424 av. J.-C. | Xerxès II | grand roi de Perse, fils d'Artaxerxès Ier |
| 424/424(423?) av. J.-C. | Sogdianos | grand roi de Perse, demi-frère et rival de Xerxès II                                                                                                  |
| 424(423?)/404(405?) av. J.-C. | Darius II Nothos | grand roi de Perse, demi-frère et rival de Xerxès II                                                                                                  |
| 404/359 av. J.-C. | Artaxerxès II Mnémon | grand roi de Perse, fils de Darius II, (voir aussi Xénophon)                                                                                          |
| 359(358?)/338 av. J.-C. | Artaxerxès III Ochos | grand roi de Perse, fils d'Artaxerxès II |
| 338/336 av. J.-C. | Arsès | grand roi de Perse, fils d'Artaxerxès III |
| 336/330 av. J.-C. | Darius III Codoman | grand roi de Perse, arrière-petit-fils de Darius II (conquêtes d’Alexandre le Grand)                                                                  |

### Construction et extension de l'Empire
En 559 av. J.-C., Cyrus II dit Cyrus le Grand succède à son père Cambyse Ier sur le trône d'Anshan. Ayant également pris la succession d'Arsames (de son vivant) sur la couronne de Parsumaš, Cyrus unifie donc les deux royaumes perses et est ainsi considéré comme le premier véritable roi de la dynastie achéménide, ses prédécesseurs étant encore asservis aux Mèdes.
Entre 553 et 550 av. J.-C., une guerre éclate entre les Mèdes et les Perses à l'issue de laquelle Cyrus II bat Astyage, roi des Mèdes, et s'empare d'Ecbatane (Hagmatāna, « La ville des rassemblements », l'actuelle Hamadan). Il déclare à cette occasion que les Perses, « autrefois esclaves des Mèdes, sont devenus leurs maîtres ». Cyrus laisse la vie sauve à Astyage, entreprend de se conduire comme son successeur légitime. Selon Ctésias et Xénophon, il épouse Amytis, fille d'Astyage. Ecbatane reste une des résidences régulières des Grands Rois, car elle présente une importance stratégique certaine pour qui veut contrôler l'Asie centrale.
La prise de la Médie par les Perses est alors un bouleversement important, à l'échelle du Moyen-Orient. Le fait que Cyrus se présente comme l'héritier d'Astyage le conduit à se heurter aux puissances voisines de Lydie et de Babylone. Crésus, roi de Lydie, et beau-frère d'Astyage, « inquiet de la ruine de l'empire d'Astyage et soucieux de l'accroissement des affaires des Perses » attaque Cyrus en 547-546 av. J.-C.. Mais les Perses contre-attaquent et poursuivent Crésus jusqu'à sa capitale, Sardes, qui tombe rapidement aux mains de Cyrus. Crésus se constitue prisonnier, puis recevra finalement une ville de Médie dont les revenus le feront vivre.

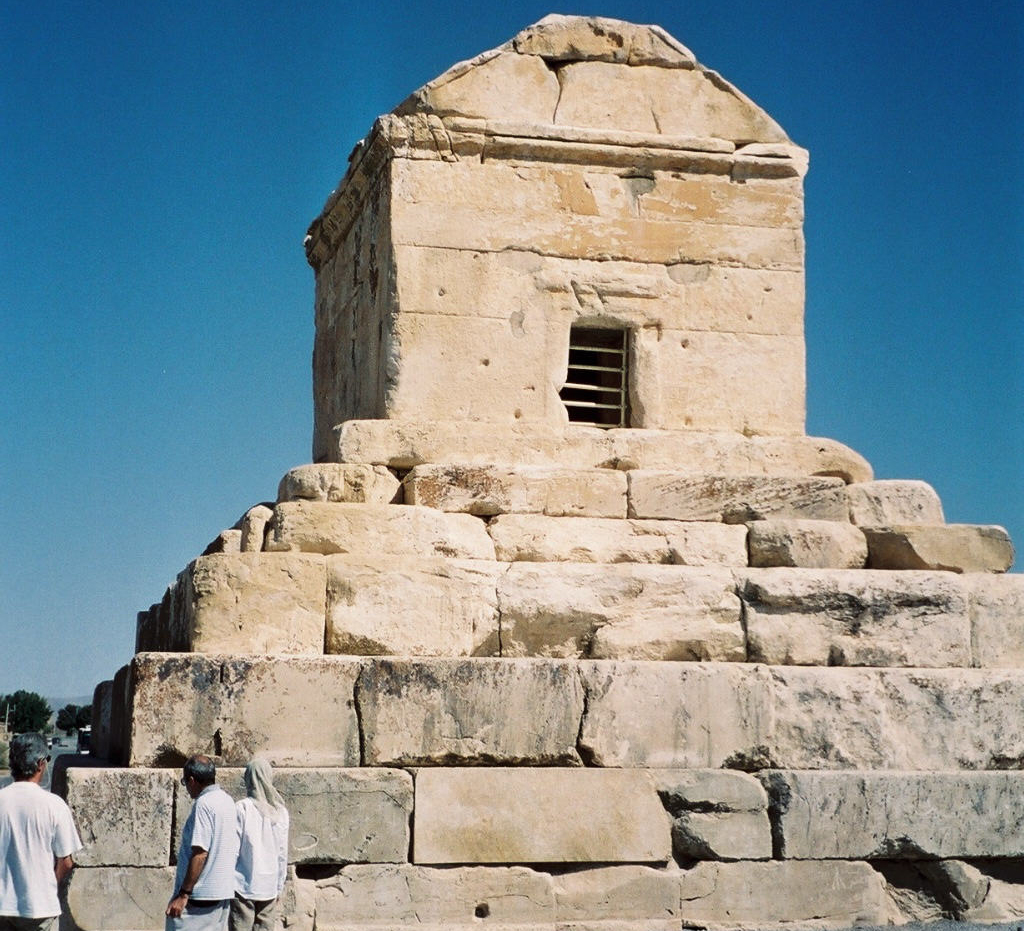
Le tombeau de Cyrus II à Pasargades.

À partir de 546 av. J.-C., Cyrus repart d'Asie Mineure sans avoir soumis les cités ioniennes et éoliennes. En effet, le roi entreprend une nouvelle campagne, car Babylone, la Sacie, la Bactriane et l'Égypte sont menaçantes. Cette période est mal connue, mais il semble que Cyrus prenne Babylone en 539 av. J.-C., puis soumette les Bactriens et les Saces. C'est peut-être à cette époque que Cyrus a conquis Parthie, Drangiane, Arie, Chorasmie (voir Khwarezm), Bactriane, Sogdiane, Gandhara, Scythie, Sattagydie, Arachosie, et Makran. Darius, au début de son règne, présente en effet ces pays comme acquis. Après la prise de Babylone, Cyrus permet aux Judéens exilés de rentrer à Jérusalem, donnant instruction à ses sujets de faciliter ce retour. Il conquiert ensuite la Transeuphratène et soumet les Arabes de Mésopotamie. Chypre se rend d'elle-même par la suite.
Après la mort de Cyrus, son fils Cambyse II conquiert l'Égypte en 527/525-522 av. J.-C.. Il s'agit alors de maintenir la puissance de l'Empire et d'étendre les conquêtes vers la seule autre puissance qui compte encore dans la région. Après la campagne d'Égypte, Cambyse reprend à son compte les ambitions des pharaons qui l'y avaient précédé. Il soumet ainsi les royaumes de Libye, de Cyrénaïque et de Nubie. Au cours de son séjour en Égypte, Cambyse semble être pris de folie, comme le laissent à penser les actes qu'il commet à cette époque : il massacre des Perses de haute distinction, viole d'anciennes sépultures, se moque de statues dans les temples égyptiens. L'attaque sans préparatifs de l'Éthiopie et de l'oasis d'Ammon, qui se solde par des échecs, serait également à mettre sur le compte de cette démence. Contredisant la thèse expliquant le comportement de Cambyse contre son entourage en Égypte par la seule folie, l'hypothèse de l'intérêt politique est aussi avancée. Selon Briant, Cambyse prenait aussi des mesures de représailles contre des grandes familles qui se seraient opposés à ses décisions. Rappelé en Perse par une rébellion contre son pouvoir, il quitte l'Égypte en 522 av. J.-C., se blesse à la cuisse en Syrie et meurt de gangrène.
La révolte est alors menée par un groupe de prêtres ayant perdu leur pouvoir après la conquête de la Médie par Cyrus. Ces prêtres, qu'Hérodote nomme mages, usurpent le trône afin d'y placer l'un des leurs, Gaumata, qui prétend être le plus jeune frère de Cambyse II, Smerdis (ou Bardiya), probablement assassiné trois années plus tôt. En raison du despotisme de Cambyse et de sa longue absence en Égypte, « le peuple entier, Perses, Mèdes, et toutes les autres nations », reconnaissent cet usurpateur comme leur roi, et ce d'autant plus facilement qu'il leur accorde une remise fiscale d'impôts ou de taxes, pour trois années.
Selon l'inscription de Behistun, Smerdis règne sept mois avant d'être renversé en 522 av. J.-C. par un membre éloigné de la branche familiale des Achéménides, Darius Ier (du vieux persan Dāryavuš, également connu sous Darayarahush ou Darius le Grand). Les « mages », bien que persécutés, continuent d'exister. L'année qui suit la mort de Gaumata, ils tentent de réinstaller un second usurpateur au pouvoir, Vahyazdāta, qui se présente comme fils de Cyrus. La tentative remporte un succès transitoire puis échoue finalement.

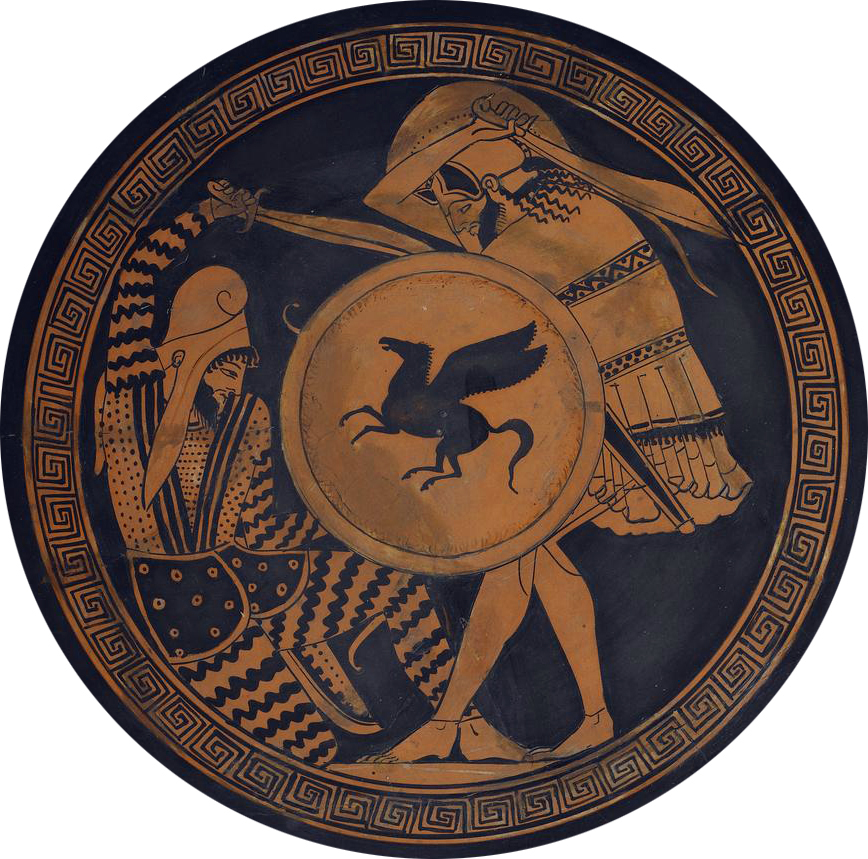
Combat entre un guerrier perse et un guerrier grec, kylix grec du

Darius poursuit ensuite l'expansion de l'Empire. Il fait exécuter Oroitès (en), satrape de Sardes, qui s'est rebellé vers 522-520 av. J.-C., puis souhaite étendre sa domination aux îles de la mer Égée. Il conquiert Samos vers 520-519 av. J.-C., puis marche sur l'Europe. Il passe le Bosphore, laisse des troupes grecques à l'embouchure du Danube (cités de l'Hellespont et de la Propontide) et marche vers la Thrace. Celle-ci revêt en effet une grande importance pour les Perses, car la province est riche en produits stratégiques : bois nécessaire aux constructions navales et métaux précieux.
Darius Ier s'attaque ensuite à la Grèce, qui avait soutenu les rébellions des colonies grecques alors sous son égide. En raison de sa défaite à la bataille de Marathon en 490 av. J.-C., il est forcé de restreindre les limites de son empire à l'Asie Mineure.
C'est sous le règne de Darius Ier, dès 518-516 av. J.-C., que sont construits les palais royaux de Persépolis et Suse, qui serviront de capitales aux générations suivantes des rois achéménides.

### Stabilisation de l'Empire et troubles à la cour

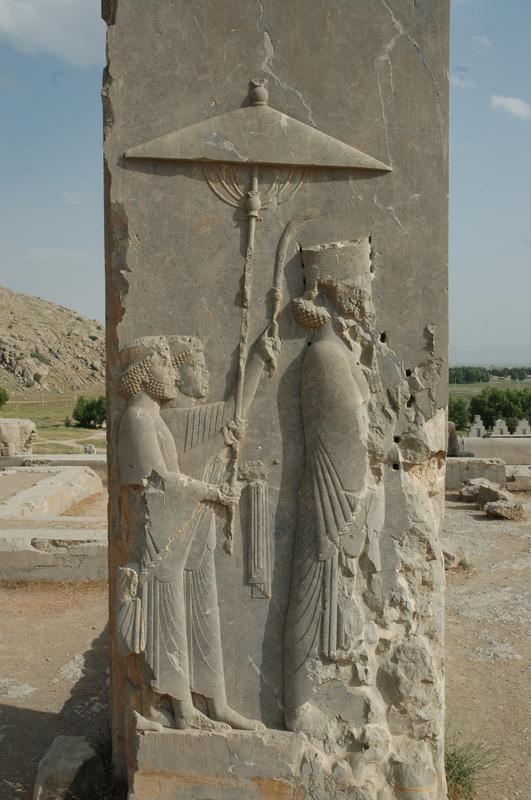
Xerxès Ier représenté sur un bas-relief d'une porte de son palais de Persépolis.

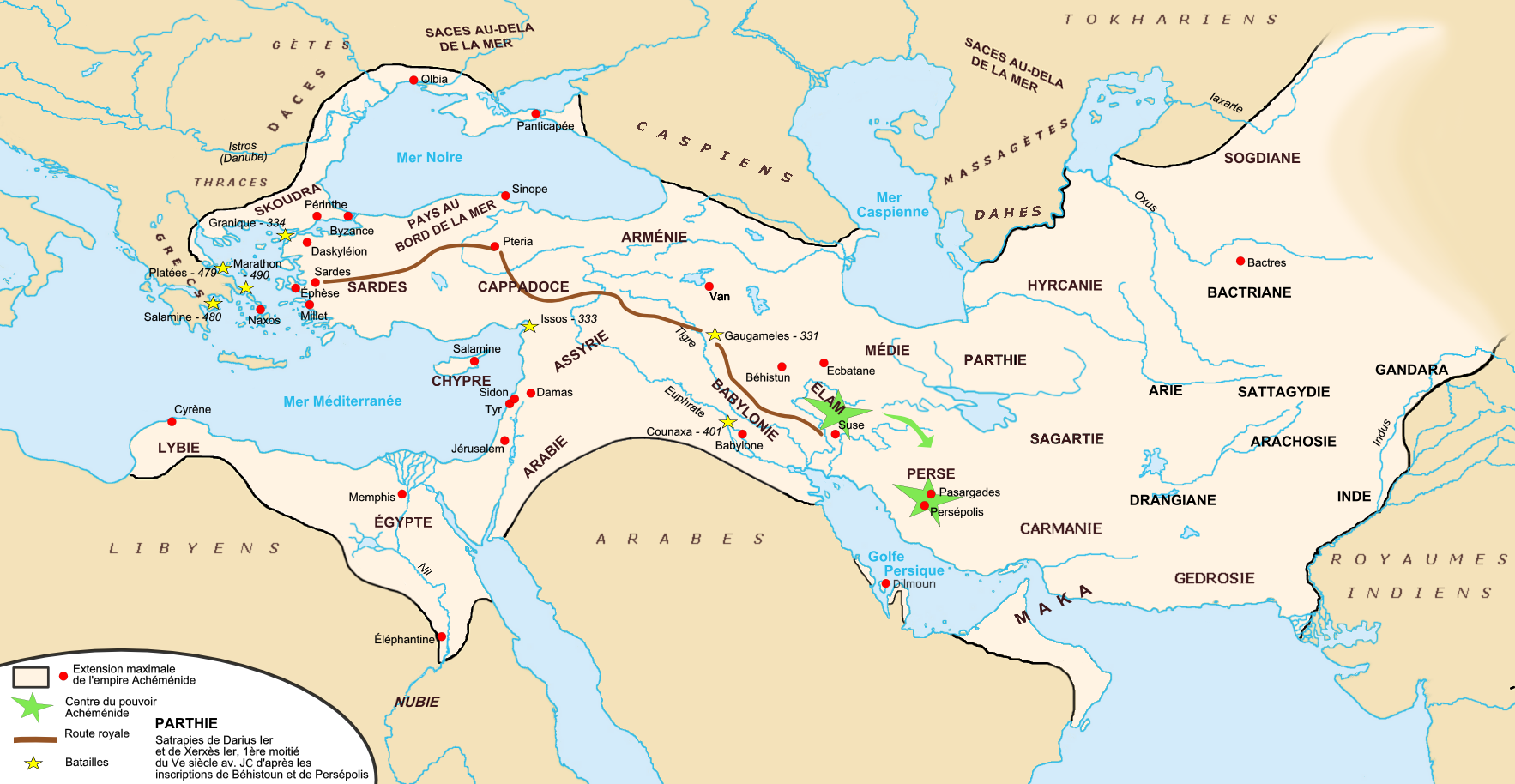
L'Empire achéménide : extension maximale dans la première moitié du

Après la mort de Darius, l'Empire achéménide conserve la domination de territoires allant de l'Indus à la mer Égée pendant environ deux siècles et demi, longévité que n'avaient pas atteint les empires précédents (l'Assyrie et Babylone). Cela reflète la solidité de la construction politique mise en place par Cyrus II et Darius qu'ont su préserver leurs héritiers, constat qui va à l'encontre d'une vision de décadence de l'empire après ses fondateurs qui a longtemps prévalu. Cependant, cela ne se passa pas sans problèmes : échecs en Grèce, révoltes de plusieurs régions, parfois emmenées par leurs satrapes, alors que les troubles à la tête de l'État perdurent.
Xerxès Ier (Vieux perse : Xšayārša, « Héros parmi les rois ») succède à son père Darius vers 486-485 av. J.-C.. Des révoltes ayant éclaté en Égypte et en Grèce, Xerxès commence son règne en conduisant une expédition contre l'Égypte. Après une rapide reconquête, Xerxès marche sur la Grèce et défait les Grecs aux Thermopyles. Athènes est conquise et mise à sac, le Parthénon est incendié. Athéniens et Spartiates se retirent derrière leurs dernières lignes de défense sur l'isthme de Corinthe et dans le golfe Saronique.
Les premières années du règne de Xerxès sont marquées par un changement de politique à l'égard des peuples conquis. Au contraire de ses prédécesseurs qui respectaient les sanctuaires des peuples soumis, Xerxès fait procéder à la destruction de temples en Babylonie, à Athènes, en Bactriane et en Égypte. Les titres de Pharaon et de Roi de Babylonie sont abandonnés et les provinces réorganisées en satrapies. Les Égyptiens réussissent par deux fois à regagner leur indépendance. D'après l'étude de Manéthon, les historiens égyptiens font correspondre les périodes de domination achéménide en Égypte avec respectivement les XXVIIe (525-404 av. J.-C.) et XXXIe dynasties (343-332 av. J.-C.)
À Artémision, la bataille rendue indécise à cause d'une tempête détruisant les navires des deux camps, s'arrête prématurément à l'arrivée de la nouvelle de la défaite des Thermopyles. Les Grecs décident alors de battre en retraite. Finalement, la bataille de Salamine le 28 septembre 480 av. J.-C. est remportée par les Athéniens. La perte des voies de communication maritimes avec l'Asie force Xerxès à se retirer à Sardes. L'armée avec laquelle il quitte la Grèce, placée sous le commandement de Mardonios, subit encore une défaite lors de la bataille de Platées en 479 av. J.-C. Une nouvelle défaite perse à Mycale encourage alors les cités grecques d'Asie Mineure à la révolte. Ces révoltes voient la fondation de la ligue de Délos, et les défaites perses qui s'ensuivent consacrent ces pertes territoriales en mer Égée.
Néanmoins, au Ve siècle av. J.-C., les souverains achéménides règnent sur des territoires couvrant approximativement ceux des pays actuels suivants : Iran, Irak, Arménie, Afghanistan, Turquie, Bulgarie, Grèce (partie orientale), Égypte, Syrie, Pakistan (grosse partie), Jordanie, Israël, Palestine, Liban, Caucase, Asie centrale, Libye, et Arabie saoudite (partie nord). L'empire devient par la suite le plus grand du monde antique, avec un territoire couvrant approximativement 7,5 millions de km2.
Les défaites de Xerxès sont omises dans les inscriptions royales. Certains Grecs se rallient tout de même à Xerxès, comme Pausanias, commandant la flotte grecque en 478 av. J.-C. ou Thémistocle, le vainqueur de Salamine. Ce qui permet à l'empire perse de garder bon nombre d'alliés dans les cités grecques d'Asie Mineure. À l'issue de problèmes de succession, Xerxès, qui n'avait pas désigné de successeur légitime, est assassiné, peut-être par un de ses fils.
Artaxerxès Ier, un des fils de Xerxès, monte sur le trône en 465 av. J.-C.
Juste après sa prise de pouvoir, il fait face à une révolte en Bactriane, dont il vient à bout. Artaxerxès modifie l'étiquette de la cour et redéfinit sa hiérarchie, ce qui semble marquer la redéfinition des rapports entre le Grand Roi et l'aristocratie. Il continue les travaux à Persépolis, entre 464 av. J.-C. et 460-459 av. J.-C., et le rôle de la capitale perse semble changer : elle est moins fréquemment occupée, au profit de Suse et Babylone. Les hypothèses suggérant un changement de rôle de Persépolis devenant alors « un sanctuaire plutôt qu'une ville » restent incertaines. Après la Bactriane, c'est l'Égypte qui se soulève contre l'autorité du Grand Roi Achéménide. Diodore rapporte que la nouvelle de l'assassinat de Xerxès et les troubles qui s'ensuivent poussent les Égyptiens à chasser les leveurs de tributs perses et à porter un certain Inaros au pouvoir royal (463-462). Inaros propose une alliance aux Grecs, qui l'acceptent et envoient une flotte vers le Nil. L'alliance entre Grecs et Égyptiens dure six ans (460-454 av. J.-C.). En 454 av. J.-C., l'armée et la flotte perse libèrent les Perses retranchés et assiégés à Memphis. Des inscriptions gravées en Égypte à cette époque laissent penser que seule la région du Delta du Nil s'était soulevée. Les révoltes de cette période sont révélatrices de lacunes dans la domination territoriale des Perses. Dans les années 450, les combats reprennent entre Athènes et la Perse. La documentation connue de l'époque ne nous permet pas de connaître les évolutions territoriales perses en Asie Mineure : seules les listes des tributs attiques et perses permettent de savoir que les positions dans cette région ont pu évoluer d'une année sur l'autre.
Artaxerxès Ier meurt à Suse, son corps est ramené à Persépolis pour être enterré auprès des sépultures de ses ancêtres. Son fils aîné, Xerxès II, seul fils légitime d'Artaxerxès, lui succède immédiatement, mais est assassiné par un de ses demi-frères, Sogdianos, quarante-cinq jours plus tard. Ochos, un autre demi-frère de Xerxès, alors à Babylone, rassemble ses soutiens et marche sur la Perse. Il met l'assassin à mort et est couronné Roi des Rois sous le nom de Darius II en 423 av. J.-C. Le déroulement de cette succession pose de nouveau un problème, Ochos et Sogdianos ayant certainement mené chacun une campagne de propagande visant à recevoir l'appui du peuple persan et ainsi démontrer la légitimité de leur accession au trône.

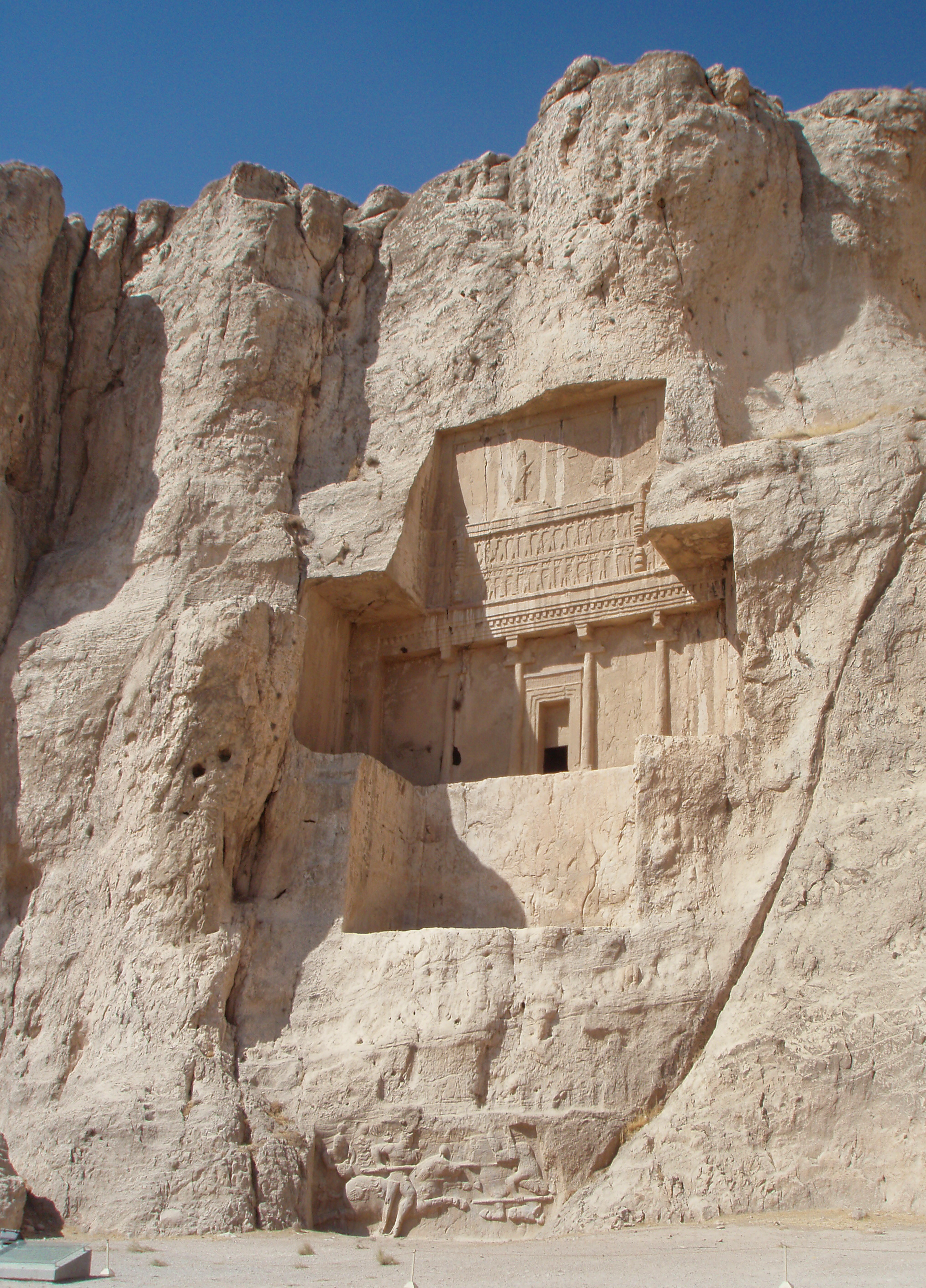
Le tombeau d'Artaxerxès Ier à Naqsh-e Rostam.

À partir du règne de Darius II, les documents retrouvés sont plutôt rares et ne renseignent que sur la situation des marches occidentales de l'empire, où les hostilités entre les cités grecques et les Perses continuent. Entre 411 et 407 av. J.-C., les Athéniens reconquièrent une partie de l'Asie Mineure, aidés en cela par les initiatives désordonnées et concurrentes des satrapes contrôlant ces régions.
Darius II meurt en 405-404 av. J.-C. À l'instar de celle d'autres Grands Rois précédents, sa succession provoque de nouveau une opposition entre deux de ses fils, Arsès et Cyrus. C'est Arsès, l'aîné, qui monte sur le trône sous le nom d'Artaxerxès II en 404 av. J.-C.. Cyrus lui conteste le pouvoir et une guerre s'ensuit entre 404 et 401 av. J.-C.. Cyrus lève une armée, s'appuyant principalement sur des Perses d'Asie Mineure, mais également sur des mercenaires grecs (les « Dix Mille »). Les deux frères s'affrontent à Counaxa, en Mésopotamie, en 401 av. J.-C. Cyrus tué au cours de cette bataille, Artaxerxès II entame immédiatement un processus de relégitimation de son pouvoir royal. L'Égypte profite de ces troubles pour se révolter et se soustraire à la domination perse sous la conduite d'Amyrtée.
Les satrapies et les villes d'Asie Mineure qui s'étaient rangées du côté de Cyrus sont confiés à Tissapherne afin qu'il remette en ordre la région. Artaxerxès II compte en effet reprendre le contrôle du littoral égéen. Ceux qui refusent de se soumettre se tournent vers les Grecs, et plus particulièrement Sparte, pour les aider. Agésilas II mène la campagne militaire spartiate en Asie Mineure, sans grands succès. Il est rappelé à Sparte car d'autres cités grecques, dont Athènes, menacent la ville. Les Perses se retrouvent par la suite pris entre les combats des Athéniens et des Lacédémoniens qui se déroulent en Asie Mineure vers 396 av. J.-C.. Artaxerxès II doit ensuite combattre les attaques et alliances d'Évagoras de Salamine à Chypre et en Égypte, entre 391 et 387 av. J.-C. Épuisées par les guerres continuelles, les cités grecques aspirent à la paix. En 386 av. J.-C., Artaxerxès II impose sa paix (également connue sous le nom de « Paix d'Antalcidas ») aux cités grecques, qui l'acceptent toutes à l'exception de Thèbes. Le Roi a besoin de libérer ses armées pour s'occuper de l'Égypte, qui est elle aussi entrée en rébellion. Vers 381-380 av. J.-C., les Perses auraient subi une défaite contre les Égyptiens, qui réussissent à reprendre leur indépendance. À la suite de cette défaite, les armées achéménides quittent l'Égypte sans réussir à reprendre le contrôle du pays. La paix de 386 av. J.-C. avec les Grecs est confirmée à deux reprises, en 375 puis en 371 av. J.-C..
Peu après, entre 366 et 358 av. J.-C., l'empire connaît des troubles : des satrapes se rebellent en Cappadoce, en Carie, en Lycie, les Égyptiens mènent une offensive contre les Perses. Les révoltes d'Asie Mineure n'auront guère de conséquences. Conjuguées à l'échec en Égypte, ces évènements semblent montrer une certaine instabilité du pouvoir impérial et son incapacité à venir à bout des mouvements de révolte.
Les dernières années d'Artaxerxès se déroulent parmi les complots. Le Roi avait trois fils légitimes, Darius (l'aîné), Ariaspès et Ochos, et de nombreux bâtards de ses concubines. Selon Plutarque, le Roi désigne Darius comme héritier. Darius fomente un complot contre son père, est découvert, jugé et mis à mort. Ochos, par des manœuvres, déstabilise son frère Ariaspès, qui se suicide. Il supprime ensuite un autre de ses demi-frères, Arsamès. C'est dans ce contexte que le roi Artaxerxès II meurt de vieillesse en 359/358 av. J.-C. Ce récit n'est corroboré par aucun autre auteur, et il convient plutôt de penser qu'avant la mort du roi, la cour était agitée par des complots entre factions rivales.

### Chute de l'empire

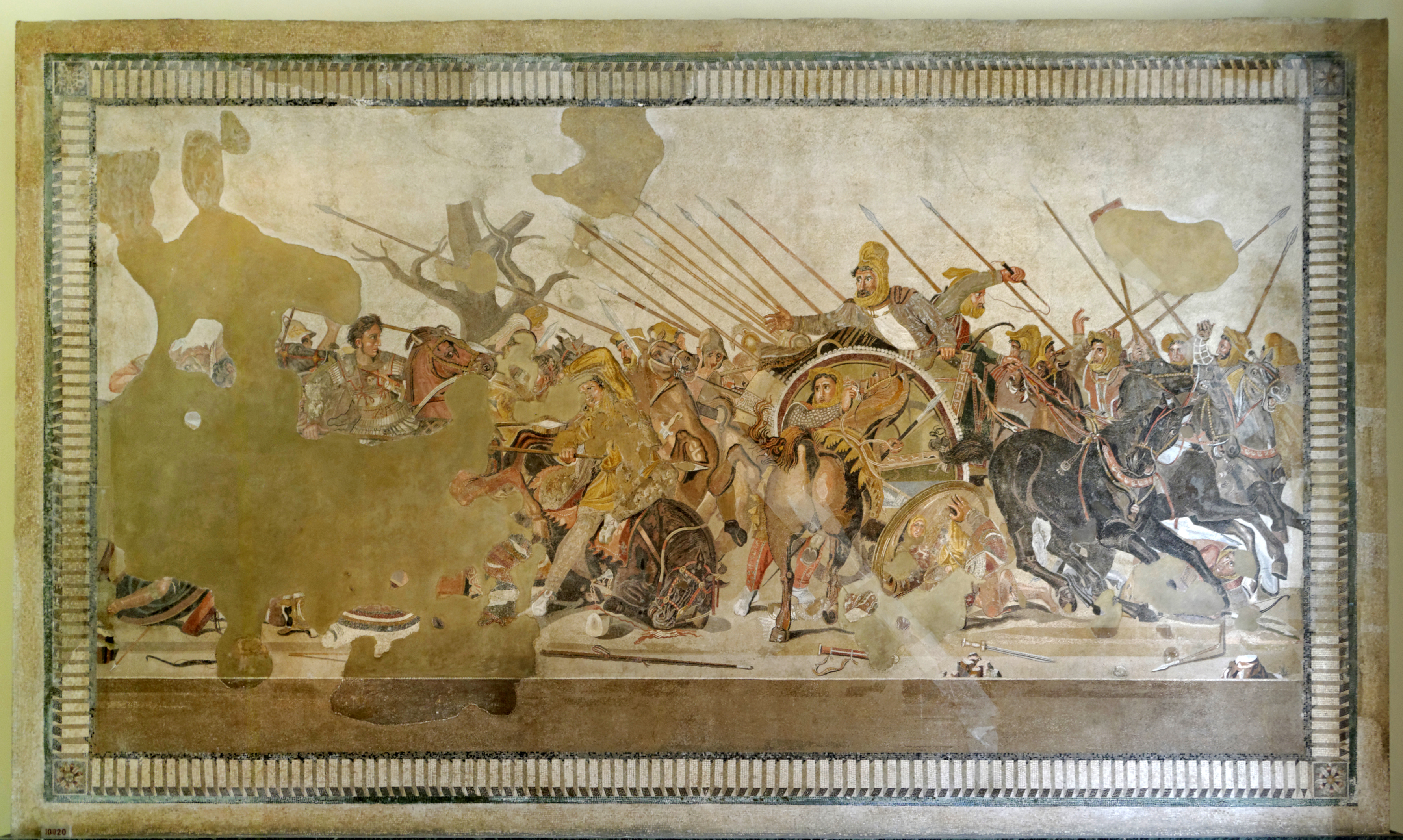
Alexandre le Grand face à Darius III lors de la bataille d'Issos, mosaïque d'Alexandre à Pompéi.

Ochos monte sur le trône sous le nom d'Artaxerxès III (358-338 av. J.-C.). Dès le début de son règne, Artaxerxès III doit faire face à des troubles : des combats opposent les alliés d'Athènes aux Perses en Asie Mineure, des révoltes ont lieu en Phénicie et à Chypre entre 351 et 345. L'armée perse subit également un nouvel échec en Égypte en 351. En 343 av. J.-C., Artaxerxès III bat Nectanébo II et reconquiert l'Égypte, qui devient encore une fois une satrapie perse. En Grèce, le royaume de Macédoine commence à affronter l'empire perse sur son front occidental. En 338 av. J.-C., Philippe II de Macédoine unifie certains États grecs au sein de la Ligue de Corinthe, les autres qui s'opposent à Philippe II comptant sur l'aide du Grand Roi. Les relations exactes sont peu connues, mais Briant dit que la « cour [du Grand Roi] était informée des opérations de Philippe II ». En cette même année 338, Artaxerxès III est empoisonné par son ministre, l'eunuque égyptien Bagoas.
Arsès succède à Artaxerxès III sous le nom d'Artaxerxès IV, et est également empoisonné par Bagoas deux ans après. Bagoas aurait tué non seulement tous les enfants d'Arsès, mais aussi plusieurs autres princes locaux, sans doute des satrapes. Bagoas place alors sur le trône Darius III (336-330 av. J.-C.), un cousin d'Artaxerxès III. Pour les Macédoniens, Bagoas aurait porté un de ses amis esclaves au pouvoir sous le nom de Darius III. Pour les Perses, Darius a été porté au pouvoir parce qu'il a fait preuve d'un courage exceptionnel lors d'un duel singulier contre les Cadusiens. L'accession au trône de Darius III est entourée de violences, et des incertitudes demeurent sur les conditions d'accès au trône. Briant rapporte que Darius III était un membre de la « souche royale », présenté comme un guerrier d'élite et appuyé par une grande partie de l'aristocratie et de l'armée.
Darius III, bien qu'auparavant satrape d'Arménie, n'a aucune expérience impériale. Néanmoins, il prouve son courage la première année de son règne d'empereur en forçant personnellement Bagoas à avaler un poison. En 334 av. J.-C., alors que Darius vient juste de réussir à re-soumettre l'Égypte, Alexandre attaque en Asie Mineure. En réponse à l'agression macédonienne, les satrapes de l'ouest se mobilisent et viennent à la rencontre de l'envahisseur. Darius III et plusieurs de ses satrapes font appel à des mercenaires grecs pour renforcer ses armées. Il subsiste de nombreuses interrogations sur le rôle des mercenaires grecs dans la décadence de la puissance militaire perse d'après les récits des différentes sources. L'armée perse essuie alors une première défaite au Granique face aux troupes Macédoniennes aguerries à la bataille. S'ensuivent les défaites aux batailles d'Issos (333 av. J.-C.), de Gaugamèles et de Babylone (331 av. J.-C.). Les populations conquises par les Macédoniens apparaissent plutôt soulagées de la libération du joug perse selon différents auteurs. Poussant toujours plus loin, Alexandre marche ensuite sur Suse qui capitule et restitue un vaste trésor. Le conquérant se dirige alors vers l'est en direction de Persépolis qui se rend au début de 330 av. J.-C.. Darius trouve alors refuge à Ecbatane et rassemble une armée autour de lui. De Persépolis, Alexandre va ensuite vers Pasargades un peu plus au nord, où il traite avec respect la tombe de Cyrus II. Il se dirige ensuite vers Ecbatane. En chemin, des satrapes de Darius III se rendent à Alexandre devant les rapports de force défavorables. Lors de la fuite de Darius III, les satrapes les plus proches du roi semblent avoir organisé un complot autour de sa personne. Darius III est assassiné par plusieurs de ses satrapes, qui se rendent à Alexandre ou bien retournent dans leur province pour se faire proclamer roi. Sur ordre d'Alexandre, les honneurs sont rendus au corps du souverain qui est acheminé vers Persépolis pour y être inhumé.
La chute de l'empire achéménide face aux armées conduites par Alexandre a souvent été expliquée par le fait qu'il serait un « colosse aux pieds d'argiles », donc une proie idéale, une autre approche courante chez les spécialistes d'Alexandre étant de ne pas vraiment se préoccuper d'étudier son adversaire. Plus récemment les capacités de l'armée perse et de son roi, Darius III, généralement dépréciées en raison de leurs défaites, ont été réévaluées. La documentation provenant de plusieurs régions de l'empire semble en tout cas indiquer que l'administration impériale fonctionne comme auparavant dans les années précédant le conflit, et que la domination achéménide ne semble pas affaiblie. Des membres de l'administration perse sont du reste intégrés dans celle d'Alexandre, participant ainsi à la transition et à la continuité entre les deux dominations.
L'empire Achéménide se termine avec la mort de Darius III. Après la conquête et le règne d'Alexandre s'ouvre l'ère des Séleucides, dynastie issue d'un des généraux d'Alexandre le Grand, qui succèdera à celle des Achéménides.

## Le roi et le centre de l'empire

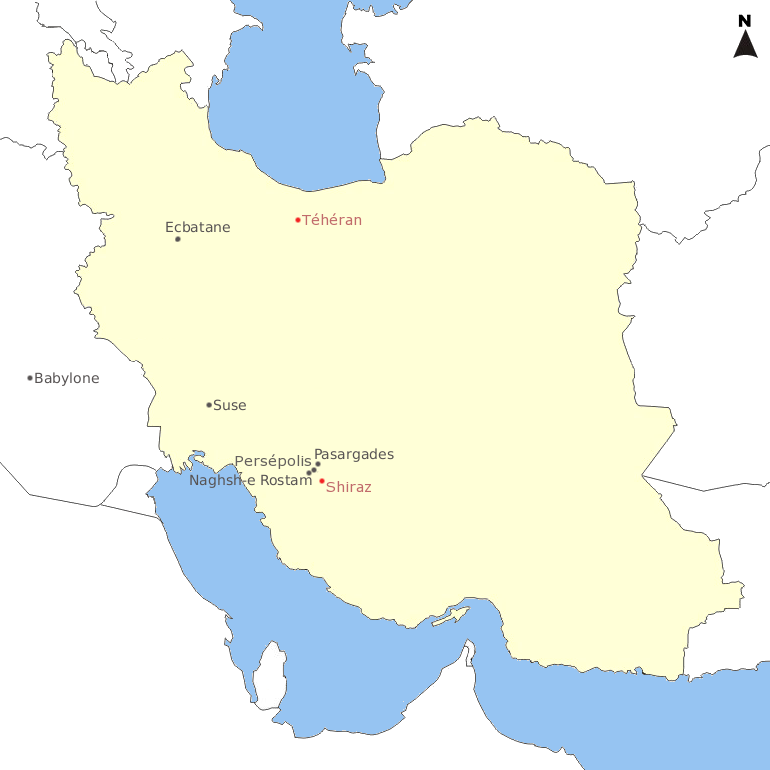
Localisation des principales villes achéménides.

La structure impériale achéménide tourne autour du Roi des rois, qui est le centre symbolique de l'empire, où qu'il soit. Du point de vue géographique, on peut déterminer que le centre de l'empire se trouve dans la Perse (l'actuelle province du Fars), région d'origine de la dynastie, où il s'incarne dans plusieurs sites palatiaux. Les monuments qu'on y trouve sont les lieux d'expression du pouvoir royal, mais leur fonction exacte reste indéterminée et ils ne semblent pas exercer un fort pouvoir d'attraction sur le reste de l'empire. Pour dominer un vaste territoire depuis cette région au départ peu prospère, les rois perses se sont appuyés sur une administration et une armée dirigées par leurs proches, les membres de l'aristocratie perse qui formaient selon l'expression de P. Briant une « ethno-classe dominante », soudée notamment par l'appartenance à des tribus et clans liés entre eux et la pratique d'une langue et d'une religion commune qu'ils n'ont jamais cherché à étendre aux peuples qu'ils dominaient.

### Le «Roi des rois»

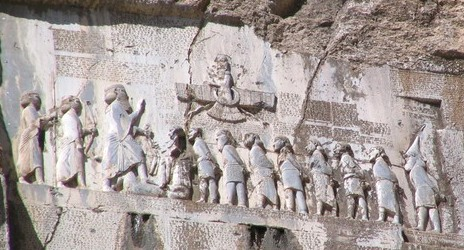
Bas-relief de Behistun : le triomphe de la justice de Darius Ier face aux rebelles, sous les auspices divins.

Le roi occupe la place centrale dans l'empire perse, aussi bien dans son administration que sur le plan symbolique. Suivant la titulature consacrée, il est le « Roi des rois », xšāyaθiya xšāyaθiyānām. Les inscriptions de Darius Ier à Naqsh-e Rostam et Behistun synthétisent bien la conception du pouvoir royal, ses fondements et son insertion dans l'ordre cosmique. Selon les textes du second site, le roi est comme les autres hommes une création du grand dieu Ahura Mazda, mais il s'en distingue parce que ce dernier l'a doté de qualités remarquables. Il est roi grâce au dieu qui l'a placé à la tête des peuples de la terre avec pour mission de les diriger de façon juste et d'assurer la mise en ordre du monde en combattant les mauvais et le mensonge (suivant un principe dualiste). Il est donc l'intermédiaire entre Ahura Mazda et les hommes pour réaliser le triomphe du bien sur le mal, comme cela ressort bien des bas-reliefs de Behistun dans lesquels les rebelles sont vus comme les manifestations du mensonge et sont punis par le roi en personne, car c'est à lui d'accomplir la justice. Pour remplir ce rôle il a été doté par le dieu d'une intelligence supérieure et d'un jugement infaillible. En plus de cela c'est un guerrier accompli, capable de manier l'arc, la lance, de monter à cheval. Les qualités de combattant des rois figurent souvent dans les représentations de ces personnages sur des sceaux ou des monnaies, l'illustrant en position de vainqueur à la chasse ou à la guerre. Le lien du roi avec le monde divin se retrouve également dans sa fonction sacerdotale puisqu'il devait accomplir à des intervalles réguliers des sacrifices en Perse destinés avant tout à des divinités iraniennes.
De façon plus prosaïque, le roi perse monte sur le trône par le principe de succession dynastique, lui aussi bien ancré dans la titulature et notamment la notion de dynastie des Achéménides, les descendants d'Achéménès, qui est sans doute mise en place au temps de Darius Ier pour se rattacher à la famille de Cyrus II, lien renforcé par son union avec la fille de ce dernier, Atossa. Le principe dynastique est respecté par la suite, même la présence de nombreux héritiers potentiels au trône à cause troubles dynastiques. Plus largement, le pouvoir du roi s'appuie aussi sur ses liens avec la noblesse perse, l'« ethno-classe dominante » qui assure le gouvernement des postes les plus importants de l'empire et qui est souvent unie par des liens matrimoniaux à la famille royale. Tout le pouvoir de ces derniers émane du roi qui leur attribue leurs fonctions, mais qui doit également composer avec les plus puissants et influents d'entre eux. En dehors des cercles iraniens, le roi s'assure la fidélité de ses provinces par un mélange de contraintes (notamment la crainte des représailles) et une adaptation aux traditions locales, comme cela se voit bien en Babylonie ou en Égypte où le roi reprend dans les inscriptions et représentations bien des aspects des anciens souverains autochtones. Les bas-reliefs des délégations de porteurs de tribut de Persépolis mettent en avant le lien qui unit le roi à ses sujets : il est le « Roi des peuples », xšāyaθiya dahyūnām.

### Les lieux du pouvoir royal

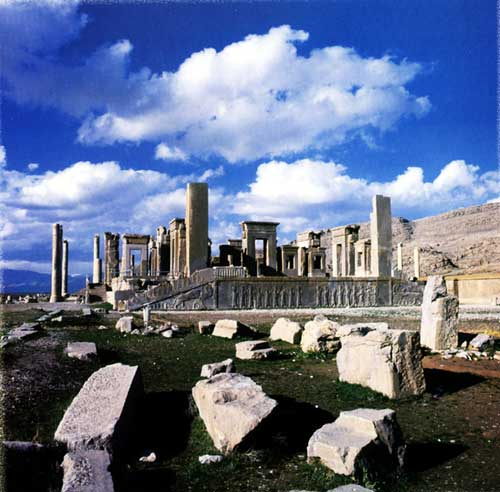
Les ruines de l'apadana de Persépolis.

Le pouvoir contrôlant l'empire se trouve là où est le roi, avec son entourage. Concrètement, les rois perses ont repris l'habitude des rois les ayant précédé de résider dans des complexes palatiaux, à ceci de particulier qu'ils en ont eu plusieurs dans lesquels ils résidaient périodiquement, et qu'ils pouvaient se déplacer dans tout leur empire si besoin. Les auteurs grecs rapportent que les rois achéménides déplaçaient leur capitale selon la saison : en hiver, les rois sont à Suse, en été à Ecbatane, en automne à Persépolis et le reste de l'année à Babylone. Il faut cependant remarquer qu'en dehors de Babylone, il n'y a pour l'instant aucune indication que ces « capitales » aient été des agglomérations importantes, puisque les fouilles et prospections archéologiques n'ont identifié que des sites palatiaux royaux et provinciaux dans l'Iran achéménide et pas de « ville ». Il faut alors envisager des villes temporaires, constituées de tentes ou d'autres formes d'installations de courtes durées lors des périodes de résidence de la cour, et se dépeuplant le reste du temps. Cela pose la question de leur fonction exacte qui est encore incertaine et débattue, notamment pour Persépolis dans laquelle certains voient surtout un centre cérémoniel.
La capitale originale de la dynastie est peut-être Anzan (Tell-e Malyan dans le Fars), vieille ville élamite dont les premiers rois perses se réclament. Mais il n'y a pas de traces d'occupation notable de leur époque, et il se pourrait que le site n'ait jamais été une capitale perse mais que la présence du nom de la ville dans la titulature des premiers rois s'explique surtout par son statut antique et prestigieux,,. L'ancienne capitale mède Ecbatane (l'actuelle Hamadan) sert aussi de résidence royale, néanmoins les niveaux d'époque perse n'y ont pas été dégagés, la présence d'un palais achéménide étant attestée par des restes de chapiteaux et éléments de colonnes. Babylone prend le même rôle après sa conquête, et des aménagements d'époque achéménide ont été repérés dans son « Palais sud », dont les niveaux connus sont pour la plupart attribués à l'époque de l'empire babylonien même si une grande partie est peut-être due aux Achéménides (notamment Darius Ier). Cyrus établit la première capitale proprement perse dans le Fars, Pasargades, un vaste complexe palatial intégré dans des jardins, rappelant un campement, réminiscence de la tradition nomade des rois perses. D'autres constructions sont accomplies sur ce site par des rois suivants, qui semblent avoir fait de ce site leur lieu de couronnement. Suse, une autre vieille capitale élamite, devient capitale de l'empire probablement à partir de l'époque de Darius Ier qui érige sur son acropole un vaste palais royal peu après son intronisation, et plus tard Artaxerxès II fait ériger un autre palais sur le même site mais en contrebas sur les bords du Chaour,. Darius fait aussi construire un autre grand palais royal sur le même modèle à Persépolis, la « Ville des Perses », elle aussi dans le Fars. Xerxès Ier poursuit les constructions sur ce dernier site, qui est le plus vaste complexe architectural dû à la dynastie achéménide, et se veut le meilleur symbole de leur puissance. Les deux grands palais de Suse et de Persépolis, érigés sur de vastes terrasses, sont dominés par un édifice appelé par les archéologues apadana, bâtiment de forme carrée constitué d'une vaste salle hypostyle et de portiques à l'extérieur, servant probablement de salle de réception ou pour des rassemblements importants. Ce sont les formes les plus caractéristiques de l'architecture palatiale achéménide, que l'on retrouve sur plusieurs sites palatiaux dans l'empire. Elles jouxtent des bâtiments résidentiels et administratifs organisés autour de cours centrales suivant le modèle mésopotamien. Les importants trésors devaient s'y trouver même s'il n'est pas aisé de les identifier.
Les autres lieux symbolisant le pouvoir royal dans le centre de l'empire sont les tombeaux royaux. Cyrus a fait ériger le sien sur le site de Pasargades dans un jardin sous la forme d'un bâtiment construit sur un socle, tandis que ses successeurs ont opté pour la forme de tombeaux rupestres, situés d'abord à Naqsh-e Rostam, un vieux sanctuaire rupestre élamite, à la suite de Darius Ier, puis dans les alentours de Persépolis.

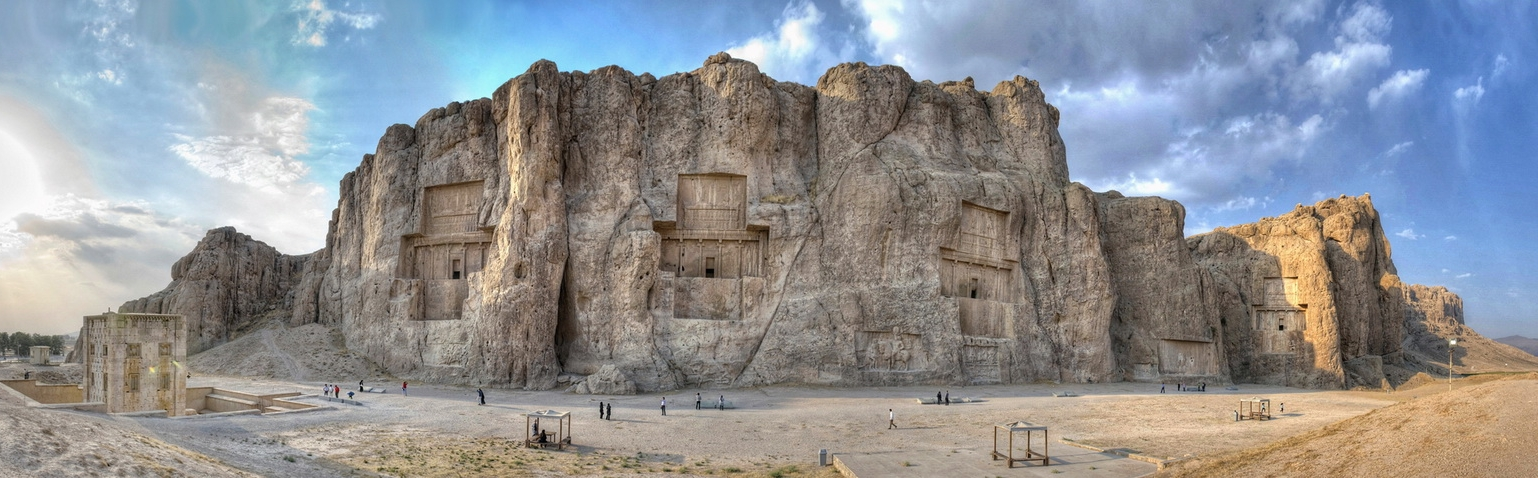
Vue panoramique des tombeaux rupestres des rois achéménides de Naqsh-e Rostam.

### L'expression du pouvoir dans les capitales de la Perse
L'art achéménide est un art de dignification, servant à l'échelle de l'empire à glorifier la dynastie régnante. L'extension de l'empire achéménide permet un développement de l'art à sa mesure. L'apogée de l'art achéménide culmine au moment où le pouvoir persan est également à son apogée, notamment grâce aux tributs récoltés dans tout l'empire. Cela se retrouve sur les sites royaux du sud-ouest iranien où les traces les plus importantes de constructions du pouvoir achéménide ont été mises au jour.

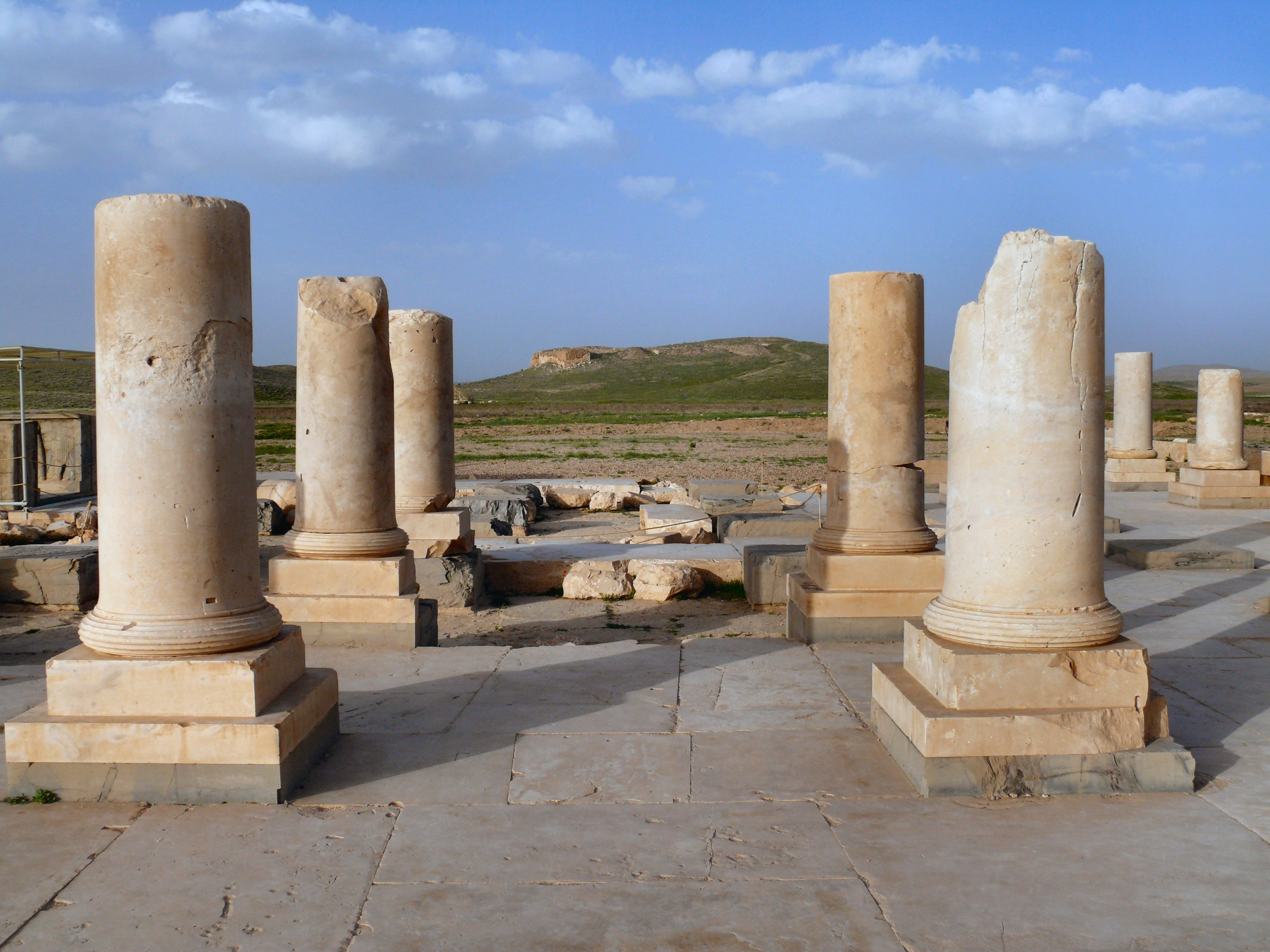
Ruines d'un des édifices hypostyles de Pasargades.

C'est Cyrus qui, le premier, utilise l'architecture et l'urbanisme pour exprimer la diversité culturelle de l'empire et affirmer la force du pouvoir central. Pasargades est conçue par le roi et ses conseillers, et les travaux sont réalisés par des artisans lydiens et mésopotamiens, dont la présence est attestée par des tablettes. Les emprunts stylistiques aux régions anatoliennes, assyro-babyloniennes voire phéniciennes et égyptiennes sont nombreux à Pasargades. Le résultat n'est cependant pas une juxtaposition de styles hétérogènes mais bien un nouvel ensemble qui s'inscrit dans un programme impérial et dynastique. Pasargades marque donc une première étape dans le développement du style architectural et urbanistique perse : située dans une plaine au sein d’un vaste parc irrigué et dominé par une forteresse, sa structure couvre environ 10 hectares et est organisée selon un plan orthogonal mais pas encore symétrique. Des pavillons carrés ornés de colonnades en façade forment les accès aux différentes zones de l’ensemble qui comprend également deux palais hypostyles asymétriques. L’un flanqué latéralement de deux grands portiques de longueur inégale revêt ainsi une forme de « H » ; l’autre, véritable ébauche stylistique, annonce les futurs apadanas de Suse et Persépolis. Ses ailes asymétriques ainsi que la présence de renfoncements latéraux sont révélateurs de recherches et tâtonnements architecturaux encore inaboutis. Afin de marquer son avènement au pouvoir, et d'assurer sa légitimité au trône, Darius le Grand lance par la suite un gigantesque programme de construction, de transformation et d'embellissement à Pasargades, puis surtout à Suse et à Persépolis. Il mène également des travaux à Babylone et Ecbatane. Les inscriptions et les dépôts de fondation indiquent clairement que Darius veut montrer l'image de son pouvoir souverain et illimité. Ce programme monumental sera ensuite repris par ses successeurs : Persépolis reste ainsi en construction jusqu'à la chute de l'empire perse. Le style architectural achéménide est alors à son apogée. Le plan de Persépolis est ainsi rationalisé et équilibré : le plan carré est systématisé, les espaces hypostyles sont généralisés. Les colonnes sont strictement arrangées, y compris dans les annexes des palais. Autre innovation majeure : les transitions des portiques aux côtés latéraux sont assurées par des tours d'angle sur l'apadana. Des grandes portes et différents passages distribuent la circulation vers les bâtiments majeurs.

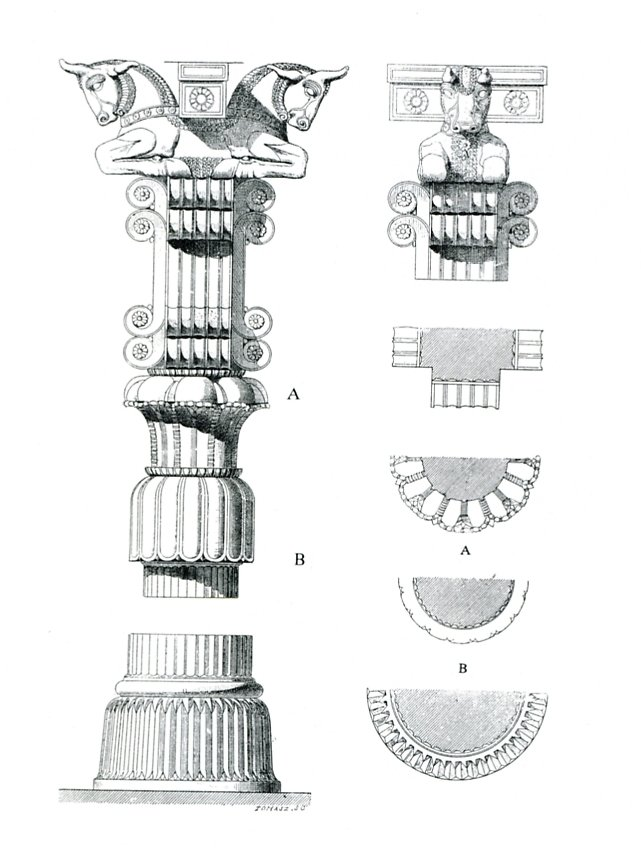
Colonne de l'apadana de Persépolis, par Eugène Flandin, 1840. Cet élément architectural combine des éléments d'inspiration égyptienne (bases de colonnes campaniformes), ionienne (volutes) et mésopotamienne (taureaux).

Une des caractéristiques de la Perse achéménide est donc l’érection dès le règne de Cyrus le Grand de constructions monumentales palatines en totale rupture avec l’absence de telles constructions au cours des périodes antérieures. En effet, les Perses ne possédaient pas à l’origine de bagage architectural propre : il s’agissait en effet d’un peuple semi-nomade de pasteurs et cavaliers. Ils font donc appel au savoir-faire d’ouvriers, artisans et architectes provenant de toutes les nations de l’empire, intègrent ces influences et proposent rapidement un art original dont le style est marqué par la combinaison d’éléments issus des civilisations assujetties. Il ne s’agit pas d’une hybridation, mais plutôt d’une fusion des styles qui en créent un nouveau. L’architecture perse est utilitaire, rituelle, et emblématique. Présent au Moyen-Orient avant les Perses, le principe d’espaces internes créés par des supports et plafonds en bois évolue, la salle hypostyle devient l’élément central du palais. L'apport des techniques grecques permet à l'architecture perse d'aboutir à des constructions différentes où l’espace a des fonctions différentes : le dégagement de vastes espaces au moyen de colonnes hautes et fines constitue une révolution architecturale propre à la Perse. Les salles hypostyles y sont destinées aux foules et plus seulement aux prêtres comme en Grèce ou en Égypte. Du fait de l'inclusion de l'Ionie dans les satrapies de l'empire, l'architecture perse achéménide est marquée par une influence grecque ionienne, visible dans les salles hypostyles et les portiques des palais de Persépolis. Des architectes lydiens et ioniens sont engagés sur les chantiers de Pasargades, puis plus tard sur ceux de Persépolis, et Suse. Ils en réalisent des éléments, et on trouve ainsi des graffitis en grec dans les carrières proches de Persépolis, mentionnant les noms de chefs carriers. La participation de Grecs à l'érection de colonnes et à l’ornement de palais en Perse est également mentionnée par la charte de Suse, ainsi que par Pline l'Ancien,. Les palais achéménides portent également les marques d’influences mésopotamiennes (en particulier dans la formule palatine associant deux palais, l'un pour l’audience publique et l'autre pour l'audience privée), et plus spécifiquement babylonienne (reliefs émaillés et polychromes) et assyriennes (orthostates ornés de bas reliefs, hommes-taureaux ailés des portes), aussi égyptiennes (gorges des corniches surplombant les portes, portiques). Tous les palais achéménides avaient systématiquement des murs en brique crue, ce qui peut paraître surprenant dans une région où la pierre de construction est disponible en quantité. C'est en fait une caractéristique commune à tous les peuples du Moyen-Orient, qui ont réservé les murs de pierre aux temples et aux murailles. Aucun mur de Persépolis n'a donc survécu, les éléments encore dressés sont les chambranles des portes et les colonnes de pierre.

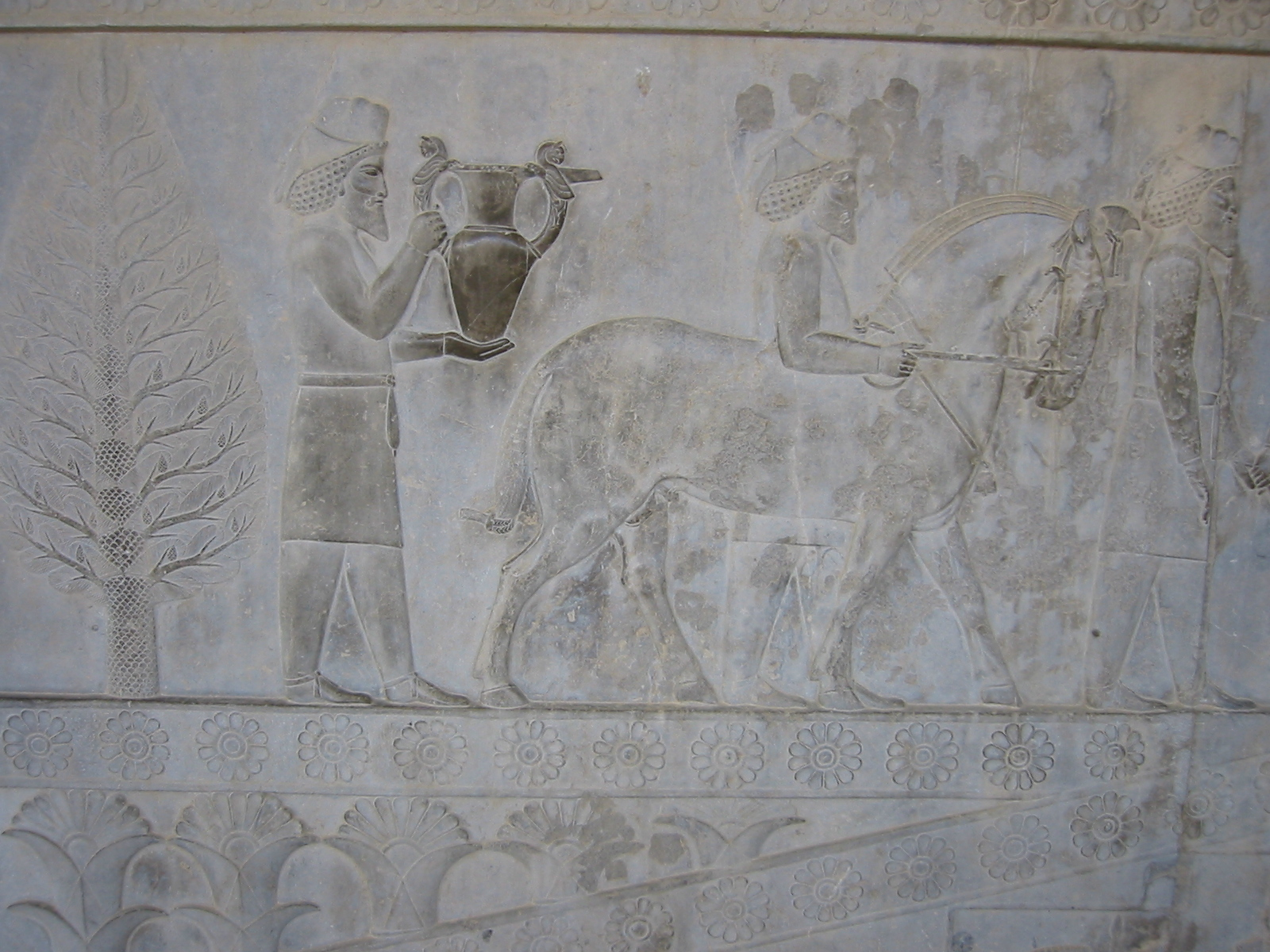
Une des délégations de porteurs de dons des escaliers est de l'apadana de Persépolis : les Arméniens, offrant un cheval et un vase luxueux en métal.

Les artisans qui ont travaillé sur ces chantiers devaient suivre à la lettre les consignées données par les conseillers du roi. Les emprunts aux arts antérieurs de la région sont alors fondus en un art royal qui suit un programme précis : montrer la toute-puissance du Grand Roi et sa capacité à assurer l'unité du monde sous la protection d'Ahura Mazda et de mobiliser les peuples du monde malgré leur diversité. Cela se voit concrètement dans les inscriptions de fondation retrouvées dans les palais perses qui ont pour but de porter ce message à ceux qui les visitent et surtout à la postérité, comme l'inscription de Darius Ier trouvée sur un bâtiment de Suse disant que tous les peuples vassaux apportaient leur force de travail ou leurs matériaux pour la construction du palais. Ce message est également transmis par les représentations des délégations des porteurs de dons de l'empire Persépolis apportant chacun des produits caractéristiques de leurs pays, ou encore sur le tombeau Darius à Naqsh-e Rostam sur la façade duquel les peuples de l'empire sont représentés en train de porter le registre supérieur où le roi rend hommage à son grand dieu qui surplombe la scène,.
Plusieurs de ces scènes renvoient probablement à des cérémonies qui avaient lieu dans les sites palatiaux. Ceux-ci avaient une fonction cérémonielle évidente, permettant au pouvoir royal de s'affirmer symboliquement, notamment dans son lien avec les dieux lors de sacrifices ou d'autres actes de culte. Reste à déterminer si les représentations de porteurs d'offrandes de l'apadana de Persépolis symbolisent un rituel d'hommage qui a véritablement lieu, peut-être lors du Nouvel An (Nowrouz, en mars) selon un principe qui se retrouve des textes iraniens et indiens postérieurs à l'empire et qui symboliserait quant à lui le lien entre le roi et ses peuples. Cela renvoie une nouvelle fois à la question de savoir si la fonction rituelle est première dans la raison d'être de ce site.

### Les formes d'art des palais royaux
Le matériel artistique des sites royaux perses est plutôt limité quantitativement, mais il suffit à illustrer les caractéristiques essentielles de l'art aulique de cette période, symbolisant la puissance de l'empire et synthétisant des influences apportées en son centre par des artisans venus de régions diverses. Il est avant tout représenté par les sculptures en bas-reliefs des édifices palatiaux, les briques émaillées qui en ornaient d'autres, et de la vaisselle en métal précieux.

#### Sculpture

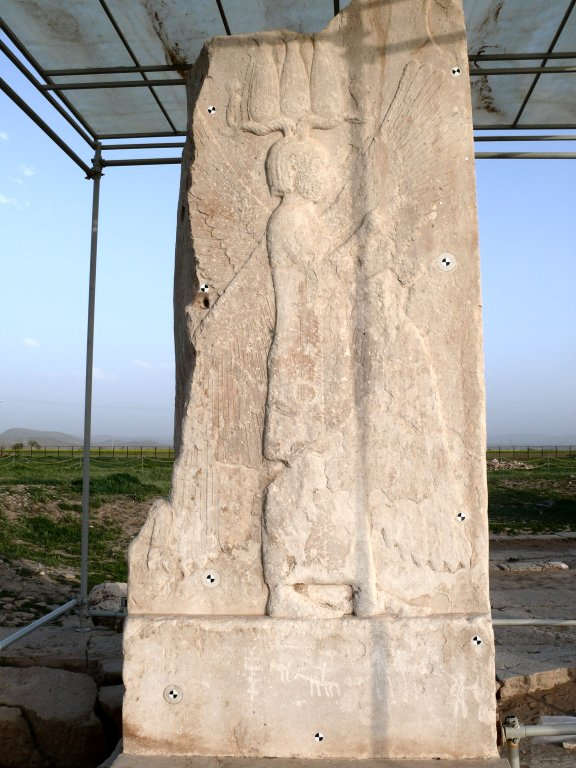
Génie ailé gardien de porte sculpté en bas-relief, Pasargades : cette figure reprend des éléments assyriens (ailes), élamites (vêtement) et égyptiens (couronne).

La forme la plus connue et la plus répandue de sculpture achéménide est le bas-relief, particulièrement à Persépolis, où les bas-reliefs décorent systématiquement les escaliers, les côtés des plateformes des palais et l'intérieur des baies. On suppose également qu'ils étaient utilisés dans la décoration des salles hypostyles. On peut y voir des inspirations égyptiennes et assyriennes, voire grecques pour la finesse de l'exécution. On y rencontre la plupart des stéréotypes des représentations orientales antiques : tous les personnages sont représentés de profil ; si la perspective est parfois présente, les différents plans sont généralement rendus l'un sous l'autre ; les proportions entre les personnages, les animaux et les arbres ne sont pas respectées ; le principe d'isocéphalie est strictement appliqué, y compris sur différentes marches d'escalier. Les sujets représentés sont des défilés de représentants des peuples de l'empire, de nobles perses et de gardes, des scènes d'audience, des représentations royales et des combats entre un héros royal et des animaux réels ou imaginaires. Ces bas-reliefs sont remarquables pour leur qualité d'exécution, chaque détail y est rendu avec une grande finesse.

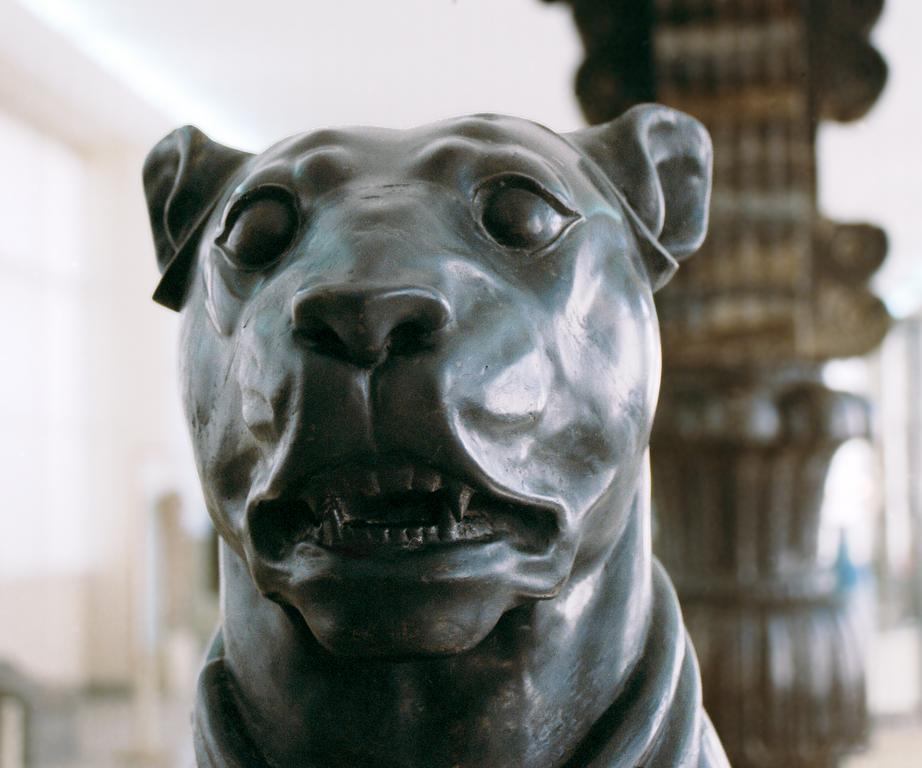
Statue d'un chien, provenant de la tour sud-est de l'Apadana, musée national de Téhéran.

On connaît très peu de sculptures achéménides en ronde-bosse ; celle de Darius, retrouvée à Suse est la plus connue (voir ci-contre). Il ne s'agit cependant pas d'un exemple unique ; par exemple, Plutarque mentionne qu'à Persépolis se trouvait une grande statue de Xerxès Ier.
Cependant, de nombreux éléments de décoration peuvent être considérés comme de la ronde-bosse. Elle est surtout utilisée pour des représentations d'animaux réels ou mythologiques, souvent inclus comme éléments architecturaux dans les portes et les chapiteaux. Ce sont essentiellement des taureaux qui sont représentés comme gardiens des portes, ainsi qu'au portique de la salle des Cent Colonnes. Les chapiteaux de colonne se terminent par des impostes de protomes animaliers : taureaux, lions, griffons… Les animaux sont très stylisés, sans aucune variation. Quelques statues entièrement en ronde-bosse ont également été retrouvées, telle celle représentant un chien, qui décorait une tour d'angle de l'Apadana.

#### Polychromie

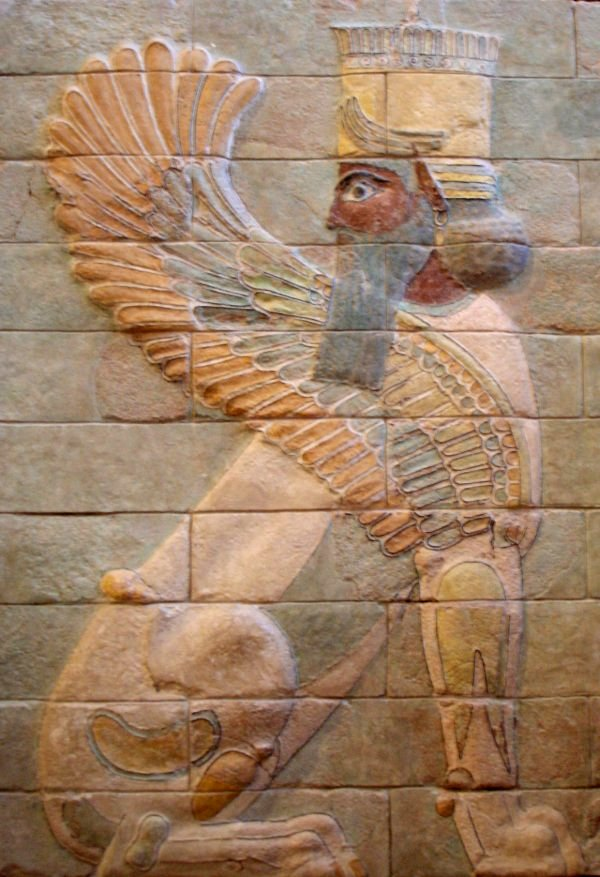
Sphinx du palais de Darius à Suse. Briques siliceuses à glaçure, vers 510 av. J.-C. conservé au musée du Louvre.

Contrairement à Persépolis, les palais de Suse ne présentent pas de bas reliefs taillés dans la pierre. La décoration y est assurée par des ensembles en brique émaillée réalisant de vastes panneaux de céramique polychrome d’inspiration mésopotamienne. Y sont déclinées des figures animales (lions, taureaux, griffons) et des représentations de Mélophores comme celles des reliefs persépolitains. La polychromie joue donc un rôle considérable dans l’art représentatif achéménide, transfigurant les personnages et figures représentés, donnant aux palais un éclat coloré.
Nonobstant la découverte de céramiques polychromes de Suse, l’utilisation de peintures colorées à Persépolis a souvent été mésestimée du fait des nombreuses altérations que subissent les pigments au cours du temps. La mise en évidence de multiples couleurs sur de nombreuses pièces issues de la plupart des palais et bâtiments persépolitains atteste de la richesse et de l’omniprésence de peintures polychromes à Persépolis. Il ne s’agit pas seulement de preuves reposant sur des traces pigmentaires persistant sur des objets, mais de preuves consistantes comme des agglomérats de peintures formant des grumeaux, de couleurs ayant pris en masse dans des bols retrouvés en de multiples endroits du site. Ces couleurs étaient utilisées non seulement sur les éléments architecturaux (murs, reliefs, colonnes, portes, sols, escaliers, statues), mais aussi sur les tissus et autres décorations. Briques vernissées, revêtement de sols en chaux colorée à l’ocre rouge ou gypseux vert-gris, colonnes peintes et autres tentures paraient ainsi les intérieurs et extérieurs des palais. La grande palette des couleurs retrouvées donne en effet une idée de la richesse polychromique présente à l’origine : noir (asphalte), rouge (verre rouge opaque, vermillon, hématite de l’ocre rouge), vert, bleu égyptien, blanc, jaune (ocre ou doré). L’utilisation de pigments végétaux est évoquée, mais n’est à ce jour pas démontrée.

#### Orfèvrerie de cour

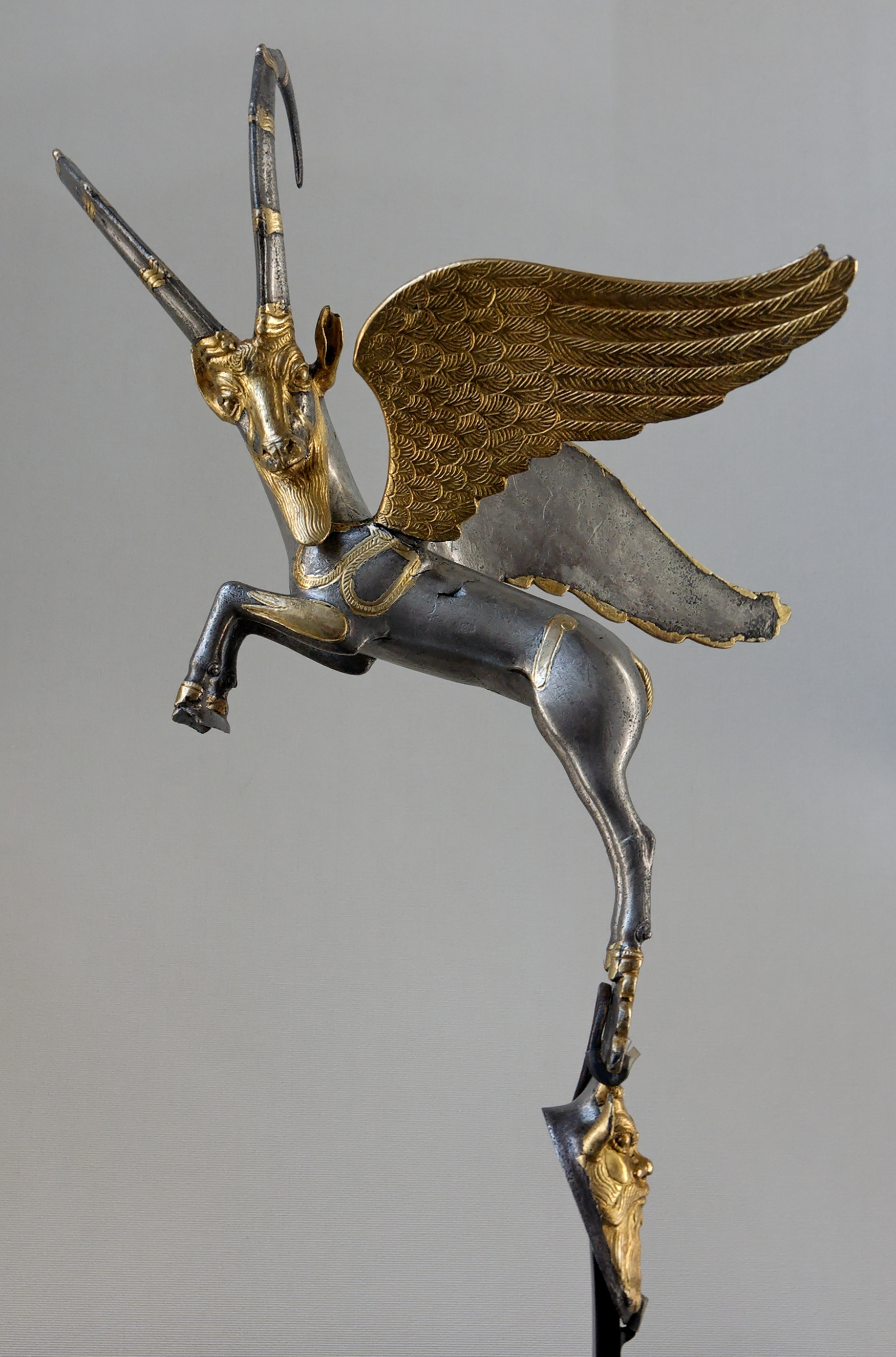
Anse de vase en forme de bouquetin ailé. Argent partiellement doré,, musée du Louvre.

L’orfèvrerie est un domaine capital du tribut imposé aux nations assujetties par les souverains perses. Les reliefs des tributaires ainsi que les tablettes de Persépolis mettent en évidence l’importance du drainage d’œuvres d’art par les Perses au travers de toutes leurs possessions.
Les multiples découvertes de nombreuses pièces de vaisselle en métaux précieux (or, électrum, argent) datant de l’époque achéménide témoignent de l’importance d’un art d’apparat au service de banquets somptuaires lors de fêtes cultuelles. Directs héritiers de l’art métallurgique de Marlik ou d’orfèvres grecs, des rhytons d’or et d’argent sont remarquables par leur maturité esthétique et leur perfection technologique. De même, amphores d’argent, coupes, et plats à goderons, vases, bijoux (voyez le trésor de l'Oxus), parures, armes d’apparat, mêlent classicisme et syncrétisme. À l’instar des autres domaines artistiques perses, l’orfèvrerie intègre donc des influences et savoir-faire multiples provenant de tout l’empire, qu’elle combine en un nouveau style royal perse propre et original.
Si le travail de l'or était déjà développé sur le territoire correspondant à l’empire Perse à Hasanlu, en Amlach, ou dans l’Urartu, la similitude entre certaines pièces d’orfèvrerie achéménide et d’autres provenant de Marlik est telle qu’elles semblent sortir des mêmes ateliers, bien que réalisées parfois à quelques décennies voire siècles d’écart. Certaines analogies stylistiques et de thèmes se rencontrent en Anatolie, en Grèce, en Perse, et jusqu’en Thrace, et témoignent de l'importance des diffusions de style au travers de tout l’empire au travers notamment de migrations tribales Scythes.

### La vie à la cour royale
La cour royale semble être le lieu par excellence du pouvoir dans l'empire achéménide : c'est là que vit le roi, avec sa famille et ses familiers. C'est également là que les nobles doivent résider, que sont prises les décisions administratives et stratégiques, que les satrapes sont convoqués ou reçus. Cependant, les documents portant sur la vie de la cour sont rares et inégalement distribués.
Le Roi achéménide se déplace périodiquement entre les différentes résidences royales (Persépolis, Suse, Ecbatane, etc.), accompagné de la cour et de ses différents services. Lors des voyages, le souverain loge dans une tente très luxueuse dressée au milieu du camp et pourvue de signes distinctifs,. La vie à la cour royale semble réglée par des règles d'étiquette aulique très strictes. Le Roi est entouré de hauts officiers de cour, chargés de s'occuper de différentes affaires (Trésor Royal, chancellerie), et qui lui rendent compte directement. Un personnel nombreux est également chargé du service des audiences. En effet, les solliciteurs et suppliants se présentent à la porte du roi. Ces visiteurs transmettent leurs messages à des gardiens ou à des porteurs de message, et ne sont reçus devant le roi que sur convocation.
Le roi prend généralement ses repas seul, par souci de sécurité. Lors des banquets, la place des convives est soigneusement choisie, à la fois pour témoigner des faveurs du roi et pour assurer sa sécurité. Les auteurs grecs sont tous frappés par le luxe et l'apparat des banquets de cour. Les vivres et aliments du roi sont transportés à part, comme ceux des Immortels. Les empoisonnements sont courants au sein de la cour ; le Roi emmène partout avec lui de l'eau du Choaspes, la rivière qui coule à Suse. L'eau est bouillie et transportée dans des vases d'argent. De même, la fonction d'échanson est très importante à la cour ; le Roi boit un vin qui lui est réservé, et l'échanson fait également office de goûteur.
Ces mesures ne servent pas seulement à souligner la place particulière du roi, elles semblent aussi être destinées à préserver sa santé. Les médecins tiennent donc également une place importante dans l'entourage royal. Proches du roi comme les échansons, il leur est facile d'empoisonner le monarque. Ces fonctions se destinent donc à des personnes de confiance. Les médecins royaux sont principalement grecs et égyptiens.
Parmi le personnel de la cour se trouvent également les eunuques, divisés en deux catégories : ceux faisant partie de l'entourage proche du roi, et les autres, domestiques. Le service du roi et des princesses royales exige une nombreuse domesticité d'eunuques. Leur rôle est de veiller sur la chambre du roi et des princesses. Ils sont généralement originaires de pays soumis, et leur statut est proche de celui d'esclaves, même si leur intimité avec le roi leur confère un statut particulier.

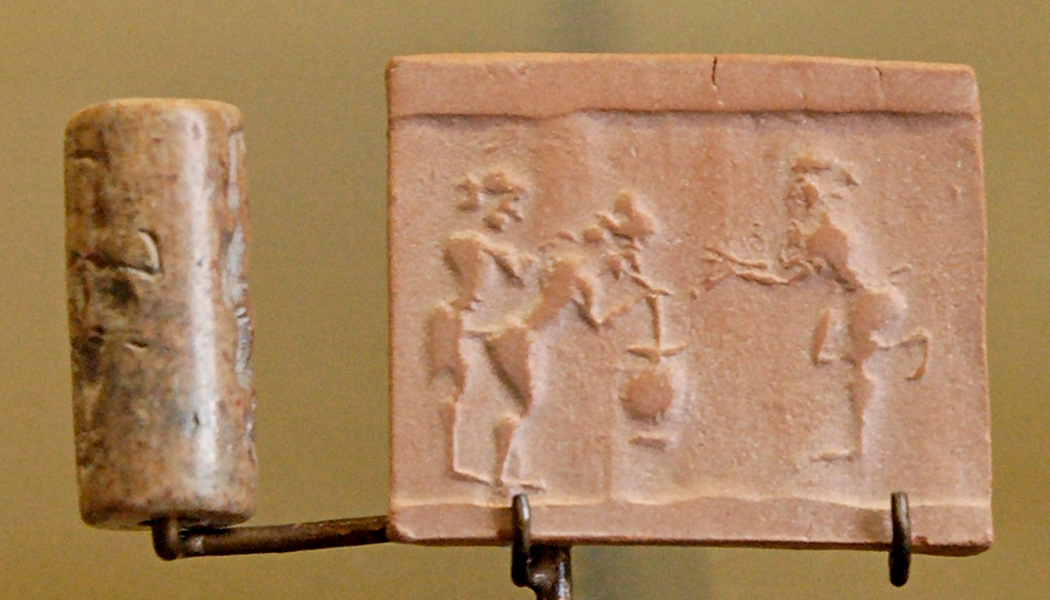
Sceau-cylindre représentant une scène érotique. Marbre jaune, Provenance : Suse. Conservé au musée du Louvre.

De nombreux auteurs anciens nous apprennent que le Roi, et d'autres personnes, pratiquent la polygamie et ont de nombreuses concubines. Les princesses royales, et toutes les femmes en général, disposent d'appartements particuliers. Des concubines résident dans une « maison des femmes » après avoir passé une nuit avec le Grand Roi, et restent auprès de lui. Les princesses royales disposent d'une plus grande autonomie et voyagent, comme l'attestent les tablettes de Persépolis. Elles gèrent également leurs terres, leurs domestiques, voire leurs ateliers.
La chasse est sûrement le loisir favori des rois. Elle présente en effet l'avantage de constituer une très bonne préparation physique pour le jeune noble, et un évènement au cours duquel il peut montrer son courage, son habileté et sa puissance (le premier trait lui est réservé). La chasse est pratiquée dans les « paradis » (pairidaeza), parcs clôturés de grande étendue : le mot signifiant en effet « ayant une clôture de tous les côtés ». Ces jardins sont à la fois des lieux de détente et d'agrément, aménagés par des horticulteurs, et d'immenses réserves de chasse. Les techniques de chasse sont variées : à pied, à cheval, en char ; utilisant l'épée, l'arc, le javelot, ou le filet.

### L'aristocratie perse

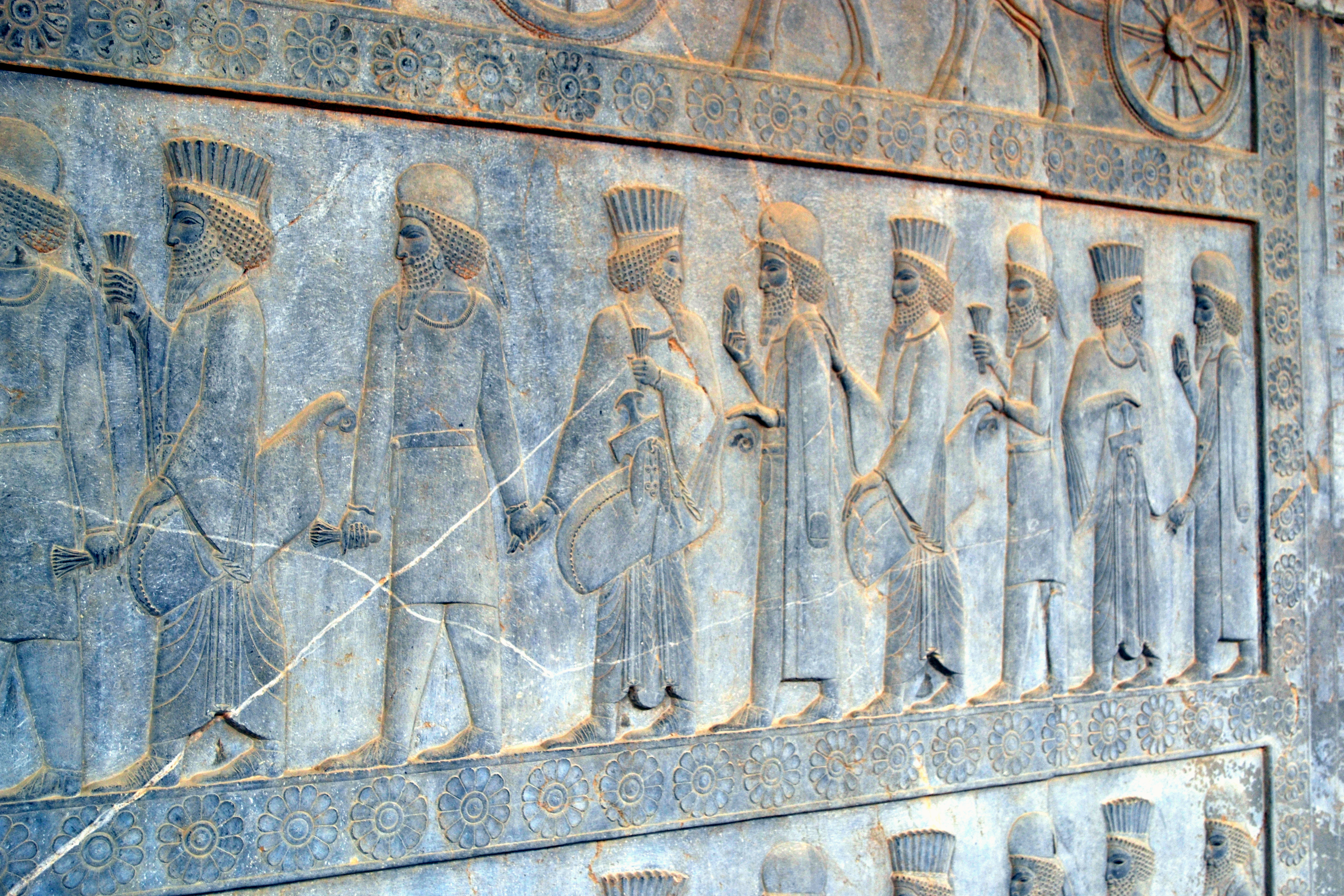
Mèdes et Perses sur les bas-reliefs l'escalier oriental de l'Apadana de Persépolis.

La structure de l'empire perse repose sur des hommes liés au roi, appartenant aux familles de l'aristocratie perse, l'« ethno-classe dominante ». Ces personnes s'identifient par leur « peuple », dahyu, terme que l'on peut aussi traduire par « tribu » ; il s'agit des Perses, mais aussi leurs « cousins » Mèdes avec lesquels les Grecs les confondent souvent. Viennent ensuite le clan (zara), comme celui des « Achéménides » (descendants d'un ancêtre commun lointain), puis la famille (au sens large) ou maison (viθ) que l'on retrouve dans la mention du père et du grand-père du personnage, donc des ascendants directs. La société perse est très hiérarchisée, organisée autour de familles aristocratiques ayant chacune un chef de maisonnée à leur tête, le roi étant le chef de toutes. Les hommes de ces familles occupent les plus hauts postes de l'administration de la cour royale, des satrapies et de l'armée. Ils sont de fait les premiers bénéficiaires des richesses accumulées par l'empire, parce qu'ils en contrôlent le flux et profitent en priorité des largesses des rois, même si cette position peut être précaire. Ces personnages sont liés par des liens de sang ancestraux renforcés par des alliances matrimoniales, formant une grande « maisonnée » présidant à la destinée de l'empire. Les plus puissants, notamment le roi et les princes, se lient personnellement avec d'autres aristocrates qui deviennent leur bandaka, terme complexe à traduire impliquant soumission et fidélité et répression impitoyable en cas de trahison. Au sommet de l'empire, la relation entre le roi et les élites est donc complexe, reposant sur l'intégration des grandes familles à la hiérarchie royale et à la captation des profits tirés de l'empire en échange de leur fidélité, et aussi sur une culture commune (reposant notamment sur la langue, la religion, l'éducation aristocratique) que l'on n'a jamais cherché à étendre aux autres peuples. Ce système s'est révélé durable et donc solide, en dépit de plusieurs secousses.
Plusieurs sources écrites fournissent des informations sur l'éducation des jeunes aristocrates perses, qui leur procure le bagage culturel de l'« ethno-classe dominante ». Même si l'éducation est en principe ouverte à tous les Perses, les enfants des catégories laborieuses restent en dehors de ce système, réservé aux élites. Les meilleures familles envoient même leurs fils pour être éduqués à la cour royale pour les préparer au mieux à exercer les hautes fonctions administratives et militaires, donc à devenir des loyaux serviteurs du roi. D'après les textes connus, il semble que l'éducation des jeunes nobles achéménides commence dès l'âge de cinq ans, et dure de dix à vingt ans selon les sources. Strabon dit que les jeunes s'exercent à la gymnastique, sont entraînés à la chasse à l'arc, à la lance et à la fronde, et apprennent à planter des arbres, à cueillir des plantes et à fabriquer des vêtements et des filets. Xénophon signale que leur éducation comprend aussi une partie destinée à développer leur sens de la justice, leur obéissance, leur endurance et leur maîtrise de soi, Hérodote précisant qu'ils apprennent à « dire la vérité »,.

### Écritures et langues des rois perses

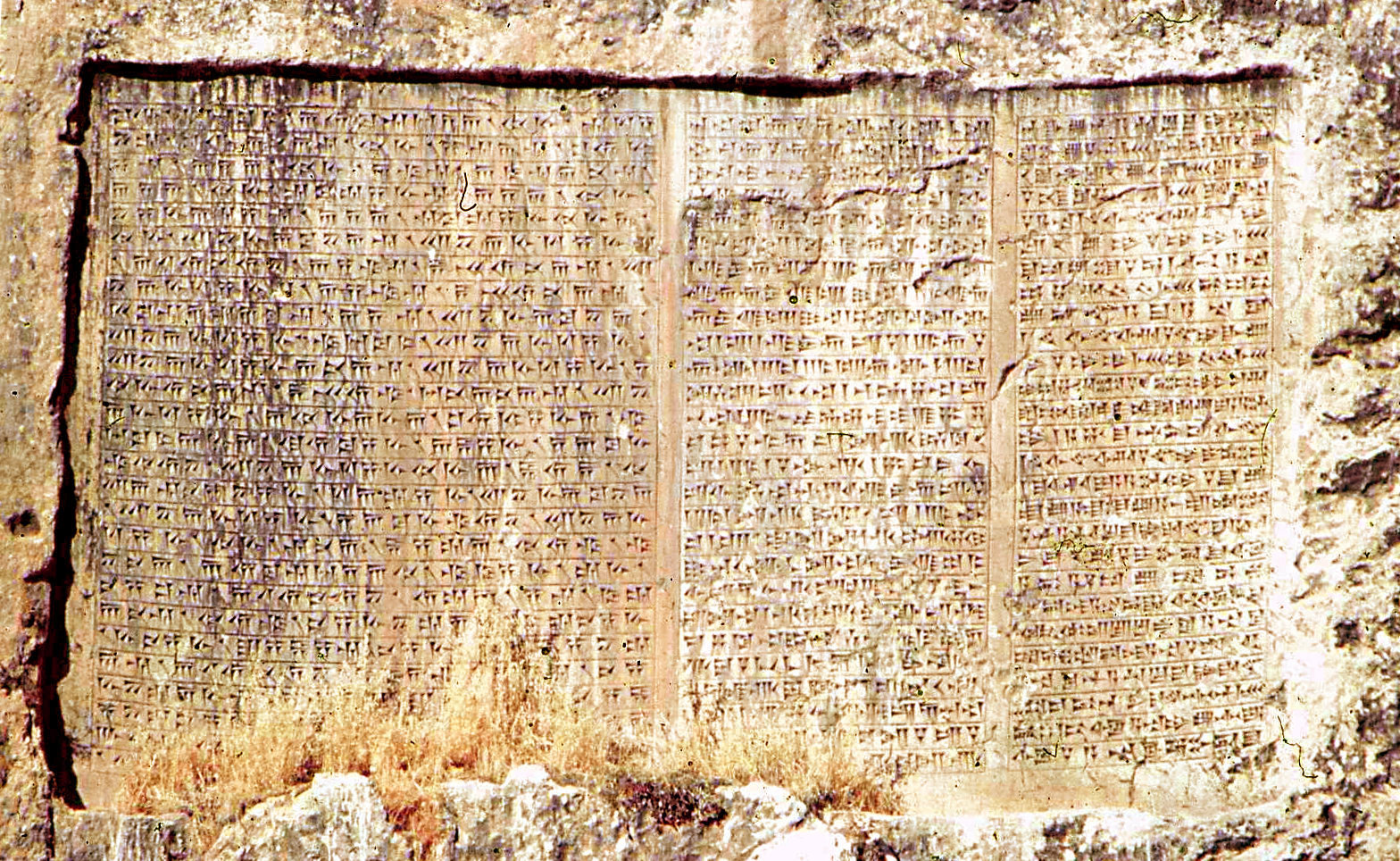
Inscription trilingue en cunéiformes vieux perse/babylonien/élamite de Xerxès Ier retrouvée sur un rocher des bords du lac de Van, Turquie orientale.

Plusieurs types de sources écrites de l'époque achéménide ont été mises au jour dans le centre de l'empire. Les inscriptions royales en cunéiforme sont celles qui sont connues depuis le plus longtemps. Plusieurs d'entre elles sont présentées sous une forme trilingue : vieux-perse, akkadien (babylonien) et élamite. Elles ont servi de base au déchiffrement des écritures cunéiformes au XIXe siècle, occupant une place à part dans l'histoire de l'assyriologie même si elles ont vite été reléguées au second plan à la suite des découvertes de sources plus abondantes dans cette écriture dans d'autres régions du Moyen-Orient. Elles relatent souvent des actes de construction du roi, parfois des victoires militaires, et sont inscrites sur de la pierre, parfois du métal, matériaux durables en mesure de faire parvenir la gloire du souverain aux générations à venir, suivant une tradition directement reprise des royaumes mésopotamiens et élamite. Des textes de la pratique ont été exhumés à Suse et surtout Persépolis, en grande majorité des actes administratifs rédigés en élamite, parfois en akkadien, araméen et même en vieux-perse dans un cas. Ils étaient rédigés sur des tablettes d'argile, matériau assez résistant aux injures du temps même s'il n'est pas employé pour être conservé longtemps.
Le vieux-perse cunéiforme est un système d'écriture avant tout phonétique, avec une trentaine de signes syllabiques et trois voyelles pures (a, e, i) mais comportant huit logogrammes (signes ayant pour valeur un mot, comme « pays », « roi », « dieu »). Elle a été sans doute élaborée pour les inscriptions de Darius Ier, et son usage hors de Perse a été très limité (dans des inscriptions trilingues voire quadrilingues retrouvées en Égypte ou en Anatolie par exemple). La langue dans laquelle elle est écrite est de type iranien, inspirée de celle parlée par les Perses de l'époque mais comprenant des mots venant des langues d'autres peuples iraniens, notamment les Mèdes, les langues parlées par les élites dirigeant l'empire. Il faut donc la considérer comme une construction pour le but des inscriptions royales, au même titre que l'écriture qui la rapporte,,,.

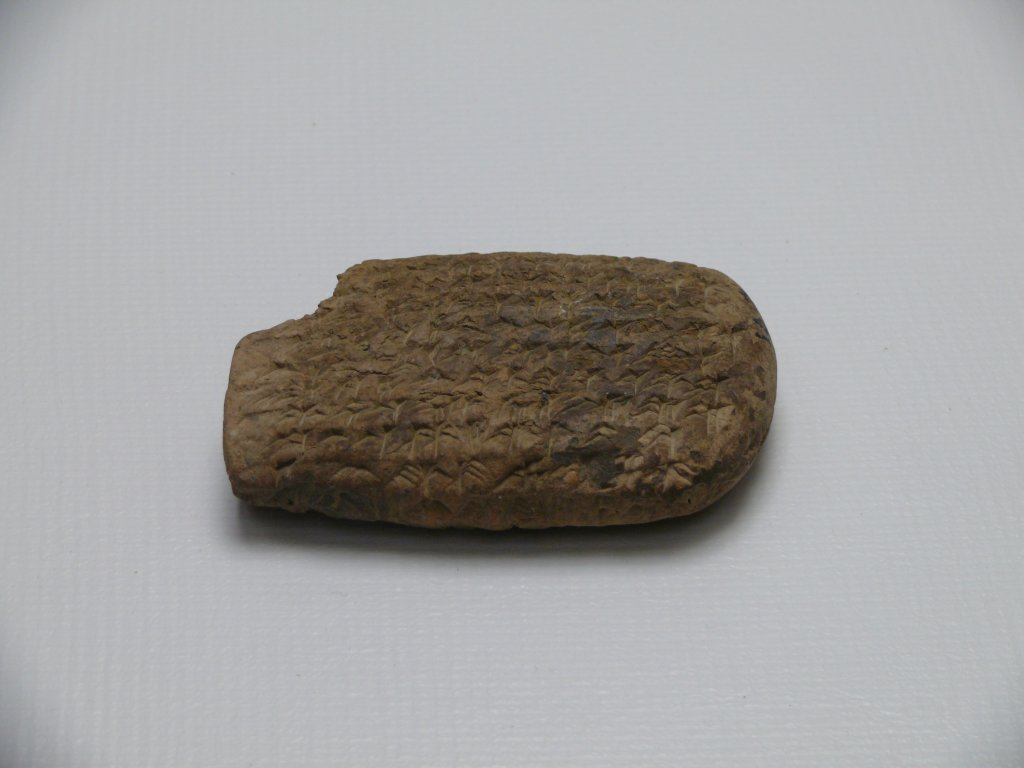
Tablette d'argile administrative de l'archive des fortifications de Persépolis rédigée en élamite, c. 400.

En reprenant le système cunéiforme pour les inscriptions en vieux-perse, la chancellerie achéménide se plaçait dans la filiation des royaumes antérieurs. Elle le faisait encore plus en reprenant directement leurs formes d'écritures monumentales. Cela reflète l'habitude des Perses à reprendre les écritures déjà utilisées avant eux dans les régions qu'ils dominent en employant des scribes locaux, et non pas à imposer leur forme de langue et d'écriture. Le babylonien, langue sémitique qui est un dialecte de l'akkadien, est comme son nom l'indique la langue des inscriptions des rois babyloniens et des textes littéraires et administratifs de Babylonie, qui était aussi employée en Élam. Elle était notée sous la forme d'écriture cunéiforme la plus courante, associant des dizaines de signes syllabiques et d'autres à valeur logographique,. La langue élamite était l'isolat linguistique employé par le peuple ayant précédé les Perses dans le sud-ouest iranien. Elle aussi notée par l'écriture cunéiforme, elle a par ailleurs été employée par l'administration perse, en plus des inscriptions royales, pour la rédaction des tablettes comptables dans les territoires iraniens (comme attesté à Persépolis et aussi à Kandahar),. Dans le contexte égyptien, les inscriptions royales apparaissent aussi en hiéroglyphes,.
La langue la plus répandue dans l'administration de l'empire, qui n'était pas une de celles employées pour les inscriptions monumentales, était l'araméen sous sa forme dite « impériale ». C'est une autre langue sémitique notée elle par un alphabet et généralement écrite sur du parchemin ou du papyrus, matières périssables qui n'ont pu être conservées en dehors du cas des archives d'Éléphantine. Il s'agissait déjà de l'écriture la plus répandue et de la langue la plus parlée (sous diverses formes dialectales qui ne correspondaient pas forcément à celles écrites) durant les derniers temps de l'empire assyrien et sous l'empire babylonien, que les rois perses ont reprises et probablement aidé à diffuser encore plus du fait de son caractère véhiculaire. Elle servait notamment pour des actes administratifs, mais aussi pour diffuser des proclamations officielles à une audience large,.

### La religion des rois perses et de la Perse

Personnage divin sortant d'un disque ailé dominant plusieurs bas-reliefs perses, généralement interprété comme la représentation du grand dieu Ahura Mazda (ici sur une porte de Persépolis).

La religion des populations de la Perse à l'époque achéménide est avant tout connue par le haut, par des documents provenant du pouvoir royal et des élites perses. Les inscriptions officielles des rois en premier lieu. Pour ce qui est des croyances, elles indiquent que le grand dieu des Perses est Ahura Mazda (le « Seigneur-Sagesse »), qui reste le grand dieu des Iraniens jusqu'à la conquête islamique. Suivant les inscriptions de Darius, il « a créé la terre, le ciel, l'homme, le bonheur pour l'homme » : c'est un dieu créateur. Il est surtout mentionné comme la divinité souveraine, celui qui a créé le roi, l'a doté de qualités surpassant celles des autres hommes pour ensuite lui accorder la victoire et le placer à la tête de son empire. Cette forme de religion est un hénothéisme, puisque d'autres dieux existent, mais d'un rang inférieur. Les inscriptions de Darius invoquent des « autres dieux qui existent », sans plus de précisions, celles d'Artaxerxès II ou III montrent que ce roi a élevé le rang de Anahita et Mithra, deux autres divinités iraniennes majeures. Les tablettes de Persépolis indiquent que le palais royal pourvoyait dans le cœur de la Perse au culte de diverses divinités, dont certaines ont pu être identifiées comme iraniennes (Naryasanga, peut-être Zurvan) et d'autres sont des divinités élamites qui continuent à être vénérées aux mêmes endroits où elles l'étaient depuis plusieurs siècles avant l'arrivée des Perses (Humban, Napirisha),.
La question de savoir si les Achéménides étaient ou non des zoroastriens est très controversée. D'un côté, leur dieu suprême est bien Ahura Mazda et le nom du prophète Zarathoustra (Zoroastre) est bien parvenu aux auteurs grecs contemporains. Mais d'un autre côté il ne figure pas dans les sources perses connues (mais pourquoi y serait-il ?), de même que les Amesha Spenta (hypostases d'Ahura Mazda) ou bien les textes sacrés zoroastriens (l'Avesta et notamment les Gathas), et plusieurs actes de culte connus des rois perses ne sont pas en accord avec les réformes attribuées à Zarathoustra, en particulier au moment des funérailles (les rois se font enterrer alors que cela est proscrit par le zoroastrisme),,,. Des concepts présents dans le zoroastrisme transparaissent dans des inscriptions royales, comme l'opposition « vérité » (hašiya) / « mensonge » (drauga) relevant d'une conception dualiste bien/mal, le premier devant triompher sous les auspices d'Ahura Mazda. Mais ils sont là politisés (les « menteurs » étant les rebelles, le triomphe de la « vérité » étant alors la victoire du roi) et ne présentent pas vraiment un dualisme radical. La situation reste donc indéterminée.
Le culte tel qu'il est connu est placé sous le patronage des rois perses, qui accomplissent eux-mêmes des rituels. Le « clergé » apparaît surtout dans les textes de Persépolis, mais aussi dans des textes grecs. Les « Mages » (maguš) semblent être les prêtres des dieux iraniens par excellence, constituant peut-être une tribu sacerdotale (d'origine mède si on suit Hérodote), chargés d'accomplir des sacrifices voire de l'oniromancie ,,. Des prêtres de la religion élamite ancienne (šatin) sont mentionnés dans les textes de Persépolis, collaborant apparemment avec les prêtres de la religion perse, la frontière entre les deux n'étant apparemment pas nette à la suite d'un processus de fusion voire d'acculturation entre les deux ethnies. D'autres prêtres sont désignés suivant leur fonction rituelle : le lan-lirira est « celui qui fait la cérémonie-lan », un rituel dont la nature est débattue (un sacrifice quotidien ?) ; l'atravaša serait « celui garde le feu », ce qui indiquerait la pratique d'un culte du Feu dans la plus pure tradition iranienne, que semblent également représenter plusieurs sceaux. Mais là non plus rien n'est assuré car l'utilisation du feu dans un rituel ne signifie pas qu'on le vénère. Les rituels s'accompagnent en tout cas d'offrandes dont les livraisons sont enregistrées dans les tablettes persépolitaines : petit bétail, céréales, fruits, vin, bière,. Les lieux de culte sont mal connus. Hérodote dit que les Perses n'avaient pas de temples, et il faudrait envisager donc qu'ils n'en construisent qu'à partir de l'Artaxerxès (II ou III) qui en mentionne dans ses inscriptions. Les archives de Persépolis indiquent bien la présence de nombreux lieux de culte, dont certains sont sans doute des temples (liés plutôt à la religion élamite ?). L'archéologie n'a pas pu repérer de temples, juste des probables espaces cultuels en plein air avec des autels comme à Pasargades (deux socles de pierres dont un porte un brûleur),.

## Administration, contrôle et mise en valeur de l'Empire

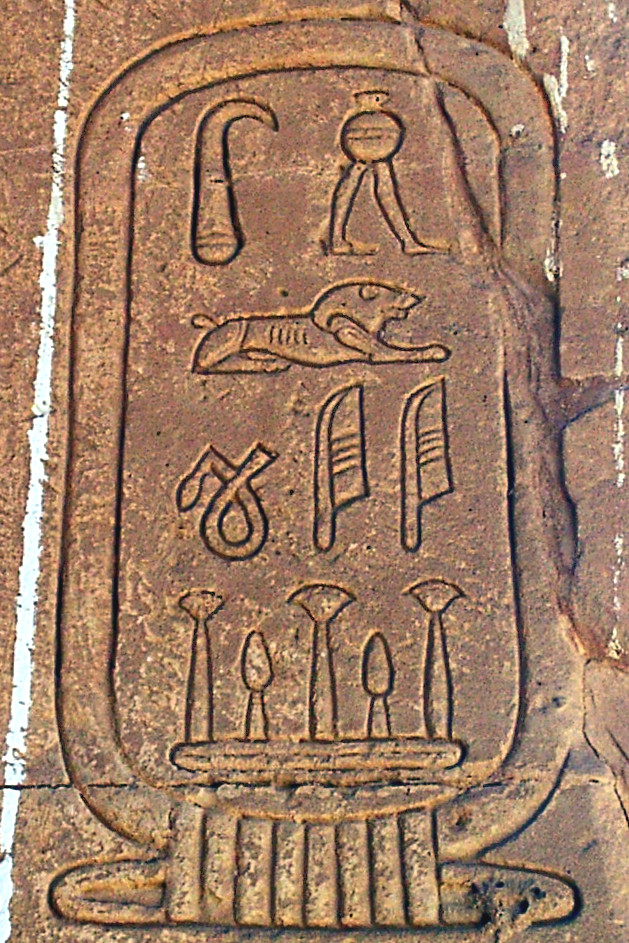
Cartouche portant le nom de Darius Ier transcrit en hiéroglyphes, témoignage de l'adaptation des rois perses aux traditions des provinces de l'empire, temple d'Hibis de l'oasis de Kharga.

L'Empire perse achéménide est un État multinational hiérarchisé contrôlant bien la plupart de ses territoires, grâce à une administration aux mains de l'« ethno-classe dominante » contrôlant les institutions et ressources locales. Les anciens découpages territoriaux servent de base au nouveau découpage administratif, dont l'innovation la plus marquante est la constitution de vastes provinces, les satrapies, dont les gouverneurs (un satrape) sont chargés du maintien de l'ordre et du prélèvement des tributs. Il s'agit donc avant tout d'assurer la sécurité de l'empire et sa mise en valeur tout en prenant en compte la contrainte de son immensité et de la diversité de ses populations. Cela se fait par différents moyens : systèmes fiscal et de communication, armée, projets de mise en valeur agricole, parfois mise en place d'un système monétaire.

### Satrapies et administration provinciale

Localisation des satrapies de l'empire achéménide v. 500 av. J.-C.

L'extension de l'empire achéménide posait un problème de découpage territorial. Les entités politiques précédant les conquêtes de Cyrus et de ses successeurs disposaient déjà de cadres administratifs qui pouvaient être intégrés à l'administration perse, mais leur extension géographique était diverse et en général trop réduite par rapport au nouvel empire. Il a donc fallu constituer des unités territoriales entre les échelons déjà existants et celui de l'empire dirigé par le roi et sa cour : ce furent les vastes provinces que les Grecs appelaient « satrapies », du vieux-perse xšaçapāvan, terme désignant le satrape. Cet échelon, mis en place dès les règnes de Cyrus II et Cambyse II est un élément essentiel de la cohésion de l'empire, qui reprend parfois les limites des royaumes conquis (celui de Babylone au début et celui d'Égypte) et dans la plupart des cas est créé ex nihilo. Cela est intégré dans une stratégie visant à asseoir la domination sur une idéologie faisant appel à la collaboration avec les structures de pouvoir locales. Les conquérants cherchent ainsi à apparaître plus comme protégeant les traditions et sanctuaires que comme les bouleversant. Les élites locales sont ainsi associées à la bonne marche du nouvel empire.

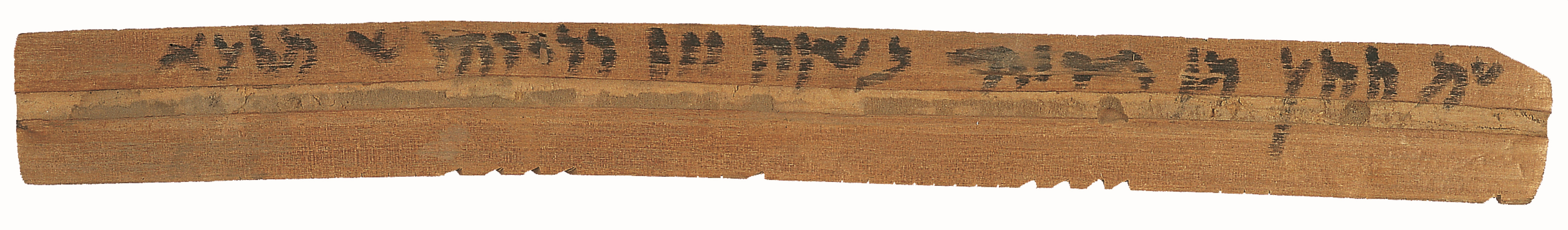
Lamelle en bois inscrite en araméen, avec des encoches comptables, provenant de la Bactriane achéménide. Collection Khalili.

Les satrapies, qui sont une vingtaine à partir du règne de Darius Ier, sont gouvernées par les satrapes, nommés par le roi sans limitation de durée. Comme le signifie leur titre, les satrapes sont des « protecteurs du royaume » et non des rois tributaires. Cependant, ils sont directement responsables envers le roi en le représentant dans les provinces. Leurs attributions sont vastes. Ils sont avant tout responsables du maintien de l'ordre dans leur province, disposant pour cela d'une force armée stationnée dans des garnisons, et doivent assurer la paix entre les différentes composantes politiques du territoire de leur ressort,. Il leur incombe également de collecter du tribut et des taxes, de rendre la justice. Ils ont aussi le pouvoir de négocier avec les États voisins et de faire la guerre. Les satrapes sont généralement choisis parmi l'aristocratie perse et mède, étant un instrument-clé de sa mainmise sur l'empire, voire parmi des princes royaux. Hystapes, père de Darius, était satrape de Parthie, Masistès, frère de Xerxès, était satrape de Bactriane. Les satrapes eux-mêmes subissent des inspections de la part des inspecteurs royaux, appelés les « yeux » ou les « oreilles du roi ». Ces inspecteurs voyagent dans tout l'empire, accompagnés de troupes suffisantes en cas d'action immédiate nécessaire. Ils font des visites non annoncées afin d'inspecter l'administration des satrapes ou d'autres membres de l'administration royale et rapportent ce qu'ils voient directement au roi. Comparable au pouvoir d'un roi, le pouvoir des satrapes s'exerce à une échelle plus petite, comme le montre bien le rôle des satrapes d'Asie Mineure dans les affaires grecques. Cependant, on note qu’au fur et à mesure, certains satrapes ont fait preuve de désobéissance au pouvoir royal, se comportant comme de véritables rois. Avec le temps, le pouvoir au sein de l'empire achéménide s'est en effet déplacé vers les satrapes.

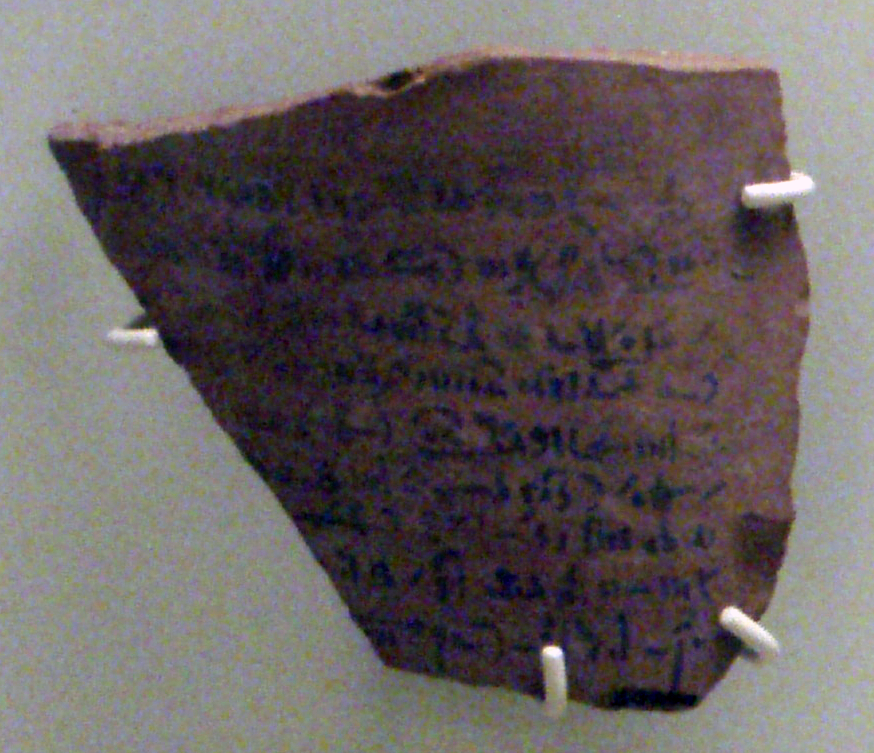
Ostrakon écrit en démotique daté de la période perse.

À l'échelon inférieur aux satrapies, souvent mal connu, les Achéménides semblent généralement avoir conservé les institutions préexistantes. Ainsi, les cités grecques et phéniciennes conservent leurs institutions (dans certains cas leurs rois), de même que les villes de Babylonie et leurs temples qui jouent un rôle administratif. Les satrapies étaient peut-être subdivisées en districts dirigés par des sous-gouverneurs, tandis qu'en Égypte aussi l'ancien découpage provincial en nomes sert de base à l'administration perse. Les postes-clés militaires, fiscaux et judiciaires restent aux mains de Perses, mais les autres postes sont occupés par des indigènes. Ils utilisent beaucoup les systèmes d'écriture locaux (akkadien cunéiforme en Babylonie, démotique et hiéroglyphes en Égypte, grec ancien en Asie Mineure) même si l'araméen d'empire est aussi utilisé couramment car c'est dans cette écriture que communiquent les satrapes et que la langue araméenne est parlée dans une grande partie de l'empire, jouant un rôle centralisateur. Les administrateurs perses maîtrisant mal les langues des provinces, ils devaient faire couramment appel à des interprètes.
La reconstitution de l'administration achéménide est cependant encore très incomplète, notamment du fait du manque de sources pour de nombreuses provinces. Les fouilles archéologiques permettent depuis quelques années de mieux approcher la couverture administrative de l'empire par la mise au jour de constructions des représentants du pouvoir central et de l'aristocratie, en premier lieu les résidences des gouverneurs et les centres des grands domaines aux mains des élites. Des « palais » ont ainsi été fouillés en grand nombre au sud du Levant, région où les fouilles archéologiques sont particulièrement denses (Lakish, Ascalon, Ashdod, Akko, Buseirah, etc.). Un important palais provincial de type achéménide a été fouillé à Karačamirli en Azerbaïdjan. Des forteresses servant sans doute de siège du pouvoir local ont été explorées en Anatolie (Meydancikkale), dans le Caucase (où les anciennes forteresses urartéennes d'Erebuni et Altintepe sont réoccupées), un peu moins en Iran oriental et en Asie centrale (Dahan-e Golaman, le Vieux Kandahar). Il n'y a pas d'unité architecturale entre ces différents centres de pouvoir, ce qui semblerait renforcer l'idée d'une diversité des modalités de contrôle des différentes régions de l'empire. Les futures découvertes devraient permettre d'éclairer un peu plus les aspects de la domination achéménide,.

### Prélèvements des richesses

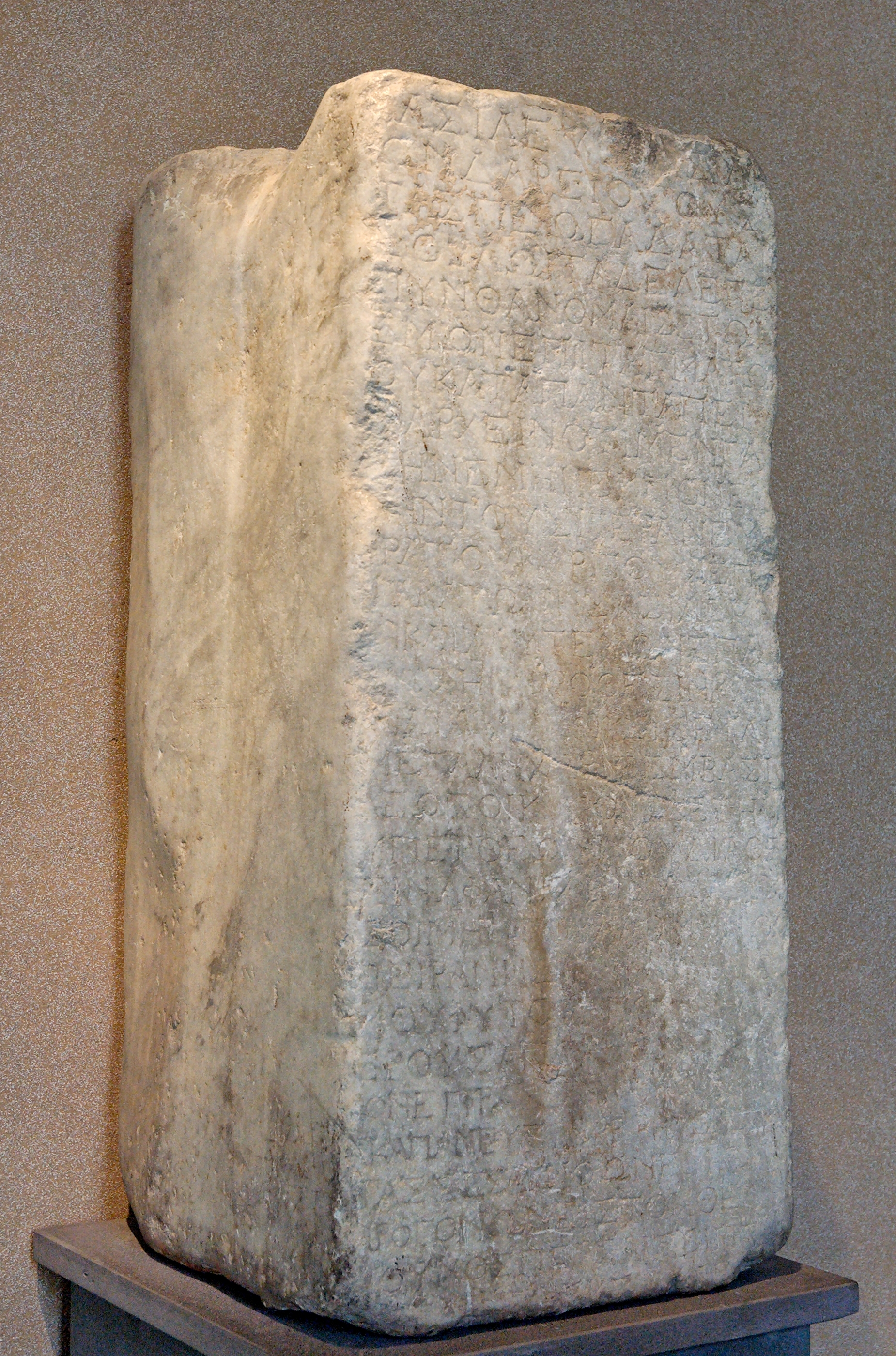
Lettre de Darius Ier à Gadatas, satrape en Ionie, sur sa gestion d'un paradis (jardin royal).
Conservée au musée du Louvre.

L'essentiel des exigences des Perses de la part des provinces relève du but de prélèvement des richesses, qui repose sur la nécessité d'assurer le fonctionnement de l'empire et la sécurité dans celui-ci. Il s’agit en effet de lever des sommes suffisantes permettant de financer les dépenses de l'État et du roi : paiement des serviteurs et des officiels royaux, financement de travaux publics ou d'apparat (construction des palais, des routes et des canaux par exemple). Mais il ne faut pas non plus exclure que cela était aussi motivé par une volonté d'enrichissement et d'appropriation des ressources provinciales au profit des élites perses.
La richesse dans les sociétés antiques est avant tout issue de la production agricole, et de ce fait l'administration et les élites perses ont approprié cette ressource essentielle qui était la base de leur richesse. Les archives de Persépolis illustrent bien cette situation au cœur de la Perse, où l'administration dispose de vastes domaines exploités par des dépendants agricoles, les kurtaš, ainsi que de grands troupeaux, dont les produits sont stockés dans des entrepôts pour ensuite être redistribués suivant plusieurs besoins (entretien de la cour, rétributions du personnel, offrandes aux dieux). Des terres de la couronne (notamment les « paradis ») existaient également dans tout l'empire, et c'est au moins sur une partie de celles-ci qu'étaient constitués des domaines concédés à des membres de la famille royale et des hauts dignitaires. Les documents de Babylonie et d'Éléphantine montrent aussi que l'État organisait le découpage de certains terroirs pour le financement des troupes, qui recevaient une quantité de terre proportionnelle à l'équipement nécessaire à leur entretien selon qu'il s'agissait d'archers, de cavaliers ou de chars, même s'il n'est pas clair si ces terres sont chargées de verser de quoi financer l'unité militaire ou bien d'entretenir directement une unité qui lui est affectée. Les productions des terres agricoles sont enfin mobilisées pour les taxes.
À partir du règne de Darius qui procède à une véritable « réforme fiscale », tous les districts fiscaux correspondant aux différents territoires administratifs chapeautés par les satrapes (cités, royaumes, provinces) doivent prélever et verser un tribut fixe, dont le montant est défini en poids d'or et d'argent, additionné de biens en nature selon les ressources économiques du district (grain, bois, chevaux, etc.). L'apparition de cet impôt s’explique par le fait qu'afin de mener à bien sa réforme de l’empire, Darius a besoin de doter son administration de financements reposant sur une nouvelle base économique. Des statistiques détaillées sur les tributs sont données par Hérodote,.
Ces tributs semblent constituer la plus importante source de revenus de l'empire. L'or et l'argent collectés vont rejoindre les trésors royaux (ganza en vieux-persan) de Suse, Ecbatane ou Persépolis. L’administration des trésors donne lieu à inventaires et comptabilités, rapportés sur de très nombreuses tablettes en élamite, dont l’examen permet de reconstituer l'activité des fonctionnaires des impôts. Des tablettes mentionnent également d’autres sources de revenus du trésor, comme les taxes commerciales et douanières perçues sur les routes royales ou aux portes des villes, ou encore des taxes sur les productions minières et des prélèvements pour le compte du satrape. Les populations de l'empire pouvaient également être astreintes à des corvées (notamment pour l'entretien de canaux) ou à l'hébergement et l'entretien de la cour du roi, du satrape ou d'administrateurs, ou encore à des prélèvements exceptionnels.

### Communications
La grande taille de l'empire (peut-être jusqu'à 7 500 000 km2) rend nécessaire le développement de routes : l'administration impériale doit donc faciliter les déplacements de personnes, la circulation d'informations et le transport de biens sur les énormes distances qui séparent les différentes parties de l'empire. Darius Ier ordonne la construction de routes afin de rendre plus rapide le voyage des caravanes commerciales, des troupes et des inspecteurs du roi. Les satrapies sont alors reliées par un réseau routier connectant Suse et Babylone avec les capitales provinciales. La partie la plus impressionnante de ce réseau est la Route du Roi, qui s'étend sur plus de 2 500 km entre Suse et Sardes, construite sur une commande de Darius Ier. Cette route compte une centaine de stations et mobilise un personnel : des garnisons protégeant les postes, des contrôleurs des routes, des chefs de caravane et surtout des messagers express qui peuvent porter les messages en quelques jours d'un bout à l'autre de l'empire en se relayant (15 jours au minimum selon Hérodote). Les tablettes de Persépolis indiquent les rations que reçoivent les différents personnages de l'administration qui ont à effectuer de longs trajets, qui sont évaluées en fonction de la durée du voyages mais aussi de leur rang,.
Les communications par voie d’eau sont importantes, facilitées par des grands travaux dont le plus fameux est le percement du canal de Suez antique, qui relie la mer Rouge à la mer Méditerranée (via le Delta du Nil). Prévu par le pharaon Nékao II, ce canal est en fait achevé par Darius Ier, qui fait commémorer son œuvre par plusieurs stèles multilingues. Les transports fluviaux sont importants dans des régions où ils sont développés depuis longtemps, l'Égypte et la Mésopotamie. Le franchissement des fleuves se fait généralement par des ponts de bateaux,. En ce qui concerne les flux maritimes, la Méditerranée orientale est active parcourue sous l'impulsion des Phéniciens et des Grecs, tandis que de nouvelles voies sont prospectées à l'est : Darius finance également des expéditions comme celle de Scylax de Caryanda, qui découvre les bouches de l'Indus en suivant la route côtière depuis le golfe Persique. Le Périple de Scylax de Caryanda constitue le premier élément d'information sur l'Inde connu en Occident.
Ces différentes voies de communication à longue distance servent pour l'administration et l'armée, mais aussi pour des échanges commerciaux. Suivant des habitudes remontant à plusieurs siècles, les métaux circulent beaucoup (cuivre et fer d'Anatolie, cuivre de Chypre, étain d'Iran), du vin et de la laine teinte du Levant, etc. Les cités phéniciennes jouent un rôle important en tant que plaques tournantes de ces différents produits. Les voyageurs et les produits sont soumis à différents droits de péage et des taxes sur les transactions.

### Armée

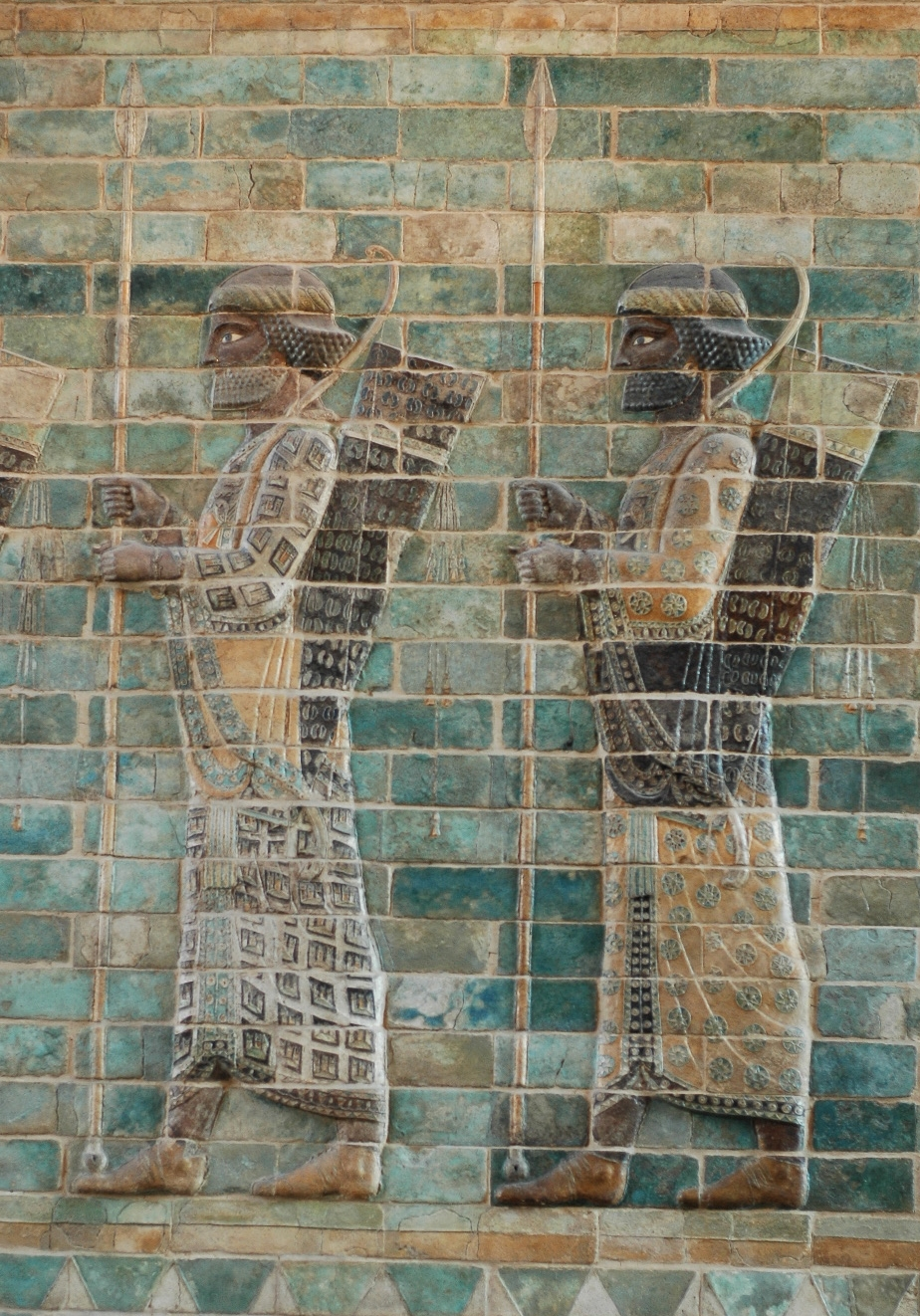
Fantassins perses portant une lance et équipés d'un arc et d'un carquois, détail de la « frise des archers » du palais de Darius à Suse. Briques siliceuses à glaçure, vers 510 av. J.-C. conservé au musée du Louvre.

L'armée perse est constituée sur le modèle de celle des empires prédécesseurs, surtout l'Assyrie, mais en reprenant aussi des éléments égyptiens ou élamites. Elle est aussi très marquée par des aspects proprement mèdes ou perses. Comme l'administration impériale, elle est aux mains du roi, de la famille royale et de l'aristocratie perso-mède, dont l'éducation est en grande partie déterminée par la préparation aux activités guerrières. À l'époque de Cyrus Ier, tous les hommes persans devaient se battre pour le roi. Outre son importance stratégique militaire, l’armée impériale joue également un rôle politique important, assurant le maintien de l'union politique de tous les territoires réunis sous la direction des Achéménides. Son élite est constituée par le corps des 10 000 Immortels, dont sont issus les gardes des palais royaux. Le chef de cette unité (appelé hazāparati), en tant que « second du roi », assurait également le commandement de toute l'armée impériale.
En temps de guerre, cette armée de métier était suppléée par des troupes de conscrits levées parmi les différentes peuples de l'empire. Cette armée était alors divisée en unités nationales et équipées selon leurs coutumes nationales. Si l’on en croit les écrits d’Hérodote décrivant les revues de son armée menées par Xerxès Ier en Thrace ou à proximité de l’Hellespont, l’armée impériale est en effet très hétérogène et bigarrée. Elles sont regroupées en unité de 10, 100, 1 000 et parfois même 10 000 hommes, suivant un principe repris des royaumes mésopotamiens. On distingue les troupes perses et mèdes, qui forment le cœur de l'armée, des troupes provinciales qui les renforcent. Les tenues et équipements de ces derniers décrits par Hérodote sont extrêmement hétéroclites, fonction du peuple considéré. Ils rendent compte d’une importante diversité. Des mercenaires pouvaient être recrutés.

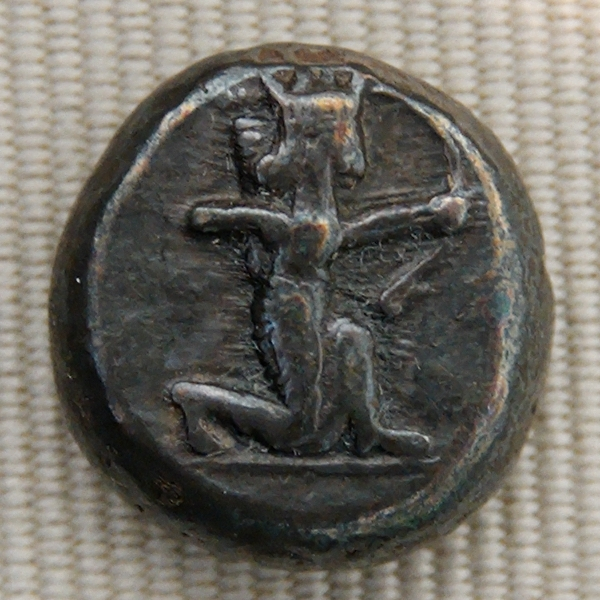
Sicle d'argent (droit) du règne de Darius Ier montrant le roi en train de tirer à l'arc, Cabinet des médailles de la Bibliothèque nationale de France.

Ces contingents commandés par des Perses de haute lignée se répartissent en trois catégories : infanterie, cavalerie, et marine. Infanterie et cavalerie comportent chacune des contingents d'archers. Il s'agit d'unités essentielles dans le dispositif perse. Parmi les fantassins se trouvent aussi des porteurs de boucliers armés de lances. Les cavaliers, qui occupent une place de choix, semblent emprunter une large part de leur équipement offensif et défensif aux traditions des peuples d'Asie centrale comme les Sakas. Ils sont aussi armés de javelines. Les chars de guerre, notamment le « char scythe » décrit par Diodore, sont toujours utilisés bien que leur place semble secondaire. Les troupes navales sont constituées d'équipages recrutés parmi les Phéniciens et les Ioniens. Le bateau le plus utilisé est la trirème, bateau rapide à trois rangs de rameurs qui aurait été inventé par les Sidoniens ou les Corinthiens.
L'armée possédait des garnisons permanentes dans tout l'empire, commandées par des officiers persans. Les garnisons étaient placées à des points stratégiques : les forts situés sur les grandes routes de l'empire, aux frontières ou même dans des colonies militaires (comme à Éléphantine à la frontière égypto-nubienne). Ces garnisons étaient composées d'éléments persans, mèdes, grecs, chorasmiens, et plus particulièrement de Juifs. Les satrapes sont chargés de l'approvisionnement, de l'entretien et du financement de ces forces armées stationnées sur leur domaine administratif, ils ne sont en revanche, pas responsables de leur commandement militaire. Celui-ci est en effet assuré par une hiérarchie distincte et soumise à l'autorité royale. D'après ce que montrent les sources de Nippur (et aussi d'Éléphantine), les troupes sont entretenues par des terres agricoles de service qui fournissent de quoi les équiper. La taille de ces domaines est fonction de l'unité à entretenir : les « terres d'archers » sont les plus petites, puis on trouve des « terres de cheval » et des « terres de char ».
L'hétérogénéité des troupes, de leurs armements et équipements, et de leurs techniques de combat, pose naturellement la question de l’efficacité du commandement et de la difficulté de coordination des manœuvres au combat. Quinte Curce souligne même que la diversité est telle que le roi ne connaissait pas tous les peuples composant son armée, et que les peuples ignoraient qui étaient leurs alliés. Pour Briant, si cette diversité a pu être avancée en premier lieu pour expliquer les défaites perses contre les Grecs et les Macédoniens, elle ne tient pas compte du fait que les contingents décrits par Hérodote n’ont en fait jamais participé aux combats, qui impliquaient surtout des troupes d’élites essentiellement issues du plateau iranien. Les combattants engagés aux Thermopyles étaient ainsi perses, kissiens, et gardes immortels ; ceux engagés à Platées étaient perses, mèdes, bactriens, indiens, saces, et mycales.
Briant observe que les revues d’armées par Xerxès s’inscrivaient plutôt dans un cadre cérémoniel : le roi prenant acte de sa puissance au travers de la présentation de son armée. L’objectif n’y était pas de compter les forces militaires disponibles, mais pour le roi de prendre connaissance de la diversité de son empire et de stimuler le moral de ses troupes. Partant de l’interprétation de Quinte Curce, il établit donc une distinction entre ces troupes de parades mises en scène afin de représenter l'espace impérial jusque dans ses peuples les plus marginaux, et les troupes combattantes en majorité iraniennes et sélectionnées. À la fin de l'époque achéménide, les soldats persans ont de plus en plus été remplacés par des mercenaires grecs.

### Mise en valeur agricole
L'époque achéménide apporte d’importants changements à l’agriculture, un des piliers de la vie économique de l'empire. L'amélioration de l'irrigation est notable, notamment dans les régions qui disposent de peu d'eau : Égypte, Babylonie, Iran, Asie centrale. En Babylonie, les rois achéménides et leurs satrapes poursuivent ainsi l’œuvre des rois néo-babyloniens qui les ont précédés en restaurant et étendant le système d'irrigation, contribuant à l'extension des cultures et à la croissance de la production agricole. Le système d'irrigation appelé qanat, qui fournit encore de l'eau en Iran et en Afghanistan aujourd'hui, se développe en effet à cette époque. D'après l'interprétation traditionnelle d'un texte de Polybe c'est le roi lui-même qui fait construire ces canaux souterrains d'irrigation, et qui les loue ou en donne l'usufruit pendant cinq générations à la famille qui participe à sa construction, mais dans les faits l'origine iranienne des qanats et son expansion liée au pouvoir achéménide sont encore mal établis.
La régularité de la production agricole et la rentabilité des domaines sont essentielles pour le fonctionnement de l'empire. Les plus grands domaines agricoles sont à la disposition du roi, les familles aristocratiques perses, et aussi des temples (au moins en Babylonie, en Égypte ou encore dans des cités grecques) et certains grands entrepreneurs. Comme il a été vu plus haut, ces ressources sont primordiales parce qu'elles fournissent une part notable des impôts, mais aussi parce que le système d'attribution des terres à des membres de l'aristocratie, de l'administration, de l'armée sert à financer leur service ou à les récompenser d'une action méritante ou encore à s'assurer de leur loyauté par ce « cadeau »,.

### Systèmes et pratiques monétaires

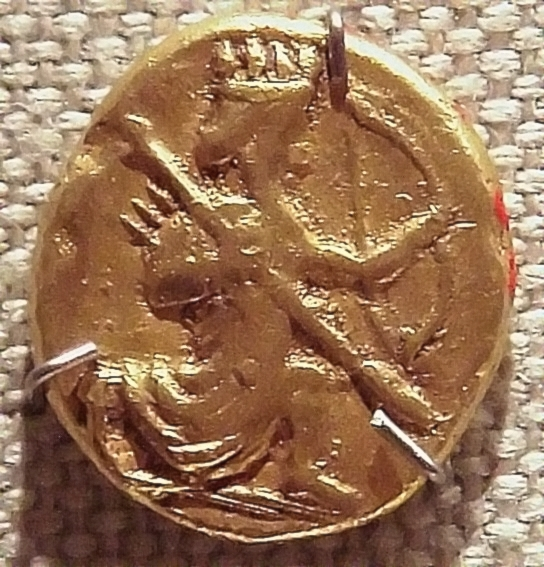
Une monnaie royale : darique du représentant le roi-archer portant une lance, Metropolitan Museum of Art.

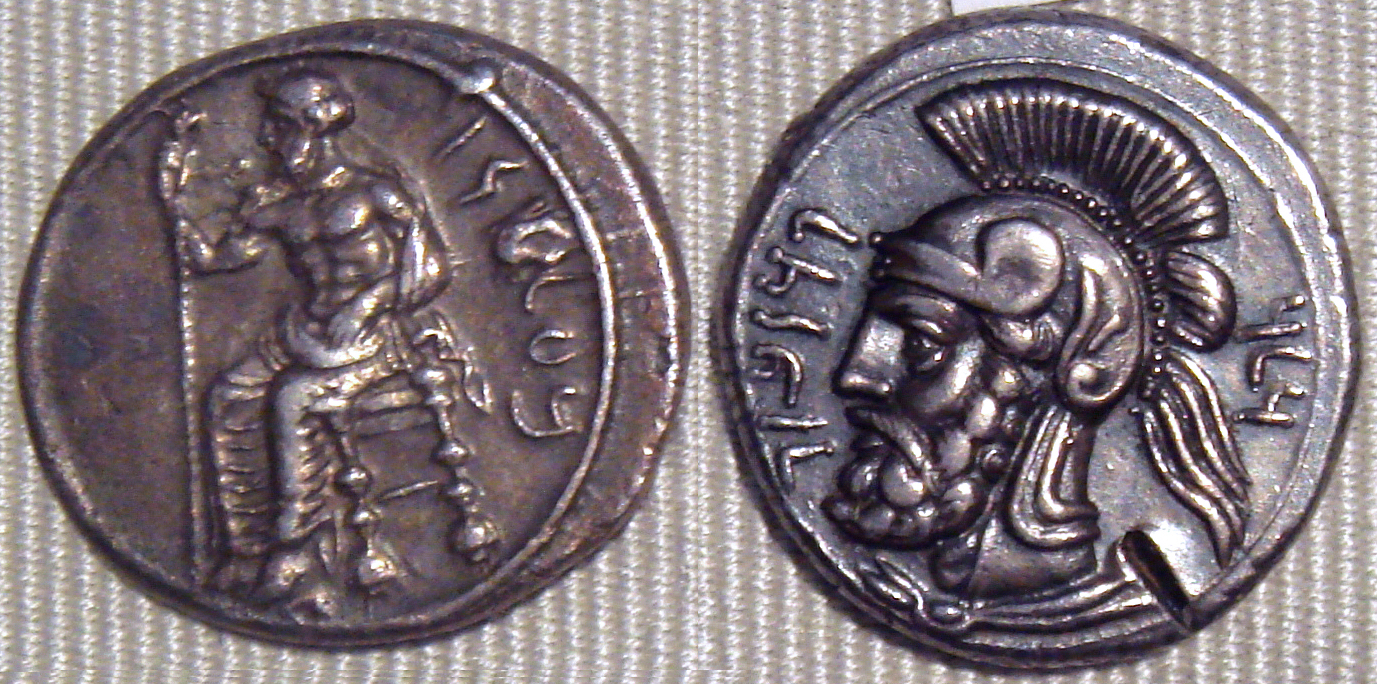
Une monnaie satrapique : double sicle (ou « statère ») d'argent de, satrape à Tarse, en Cilicie, c. 380-375 av. J.-C. Droit : le dieu Baal assis sur un trône ; revers : tête barbue et casquée ; légende en araméen. Conservé au Cabinet des médailles de la Bibliothèque nationale de France.

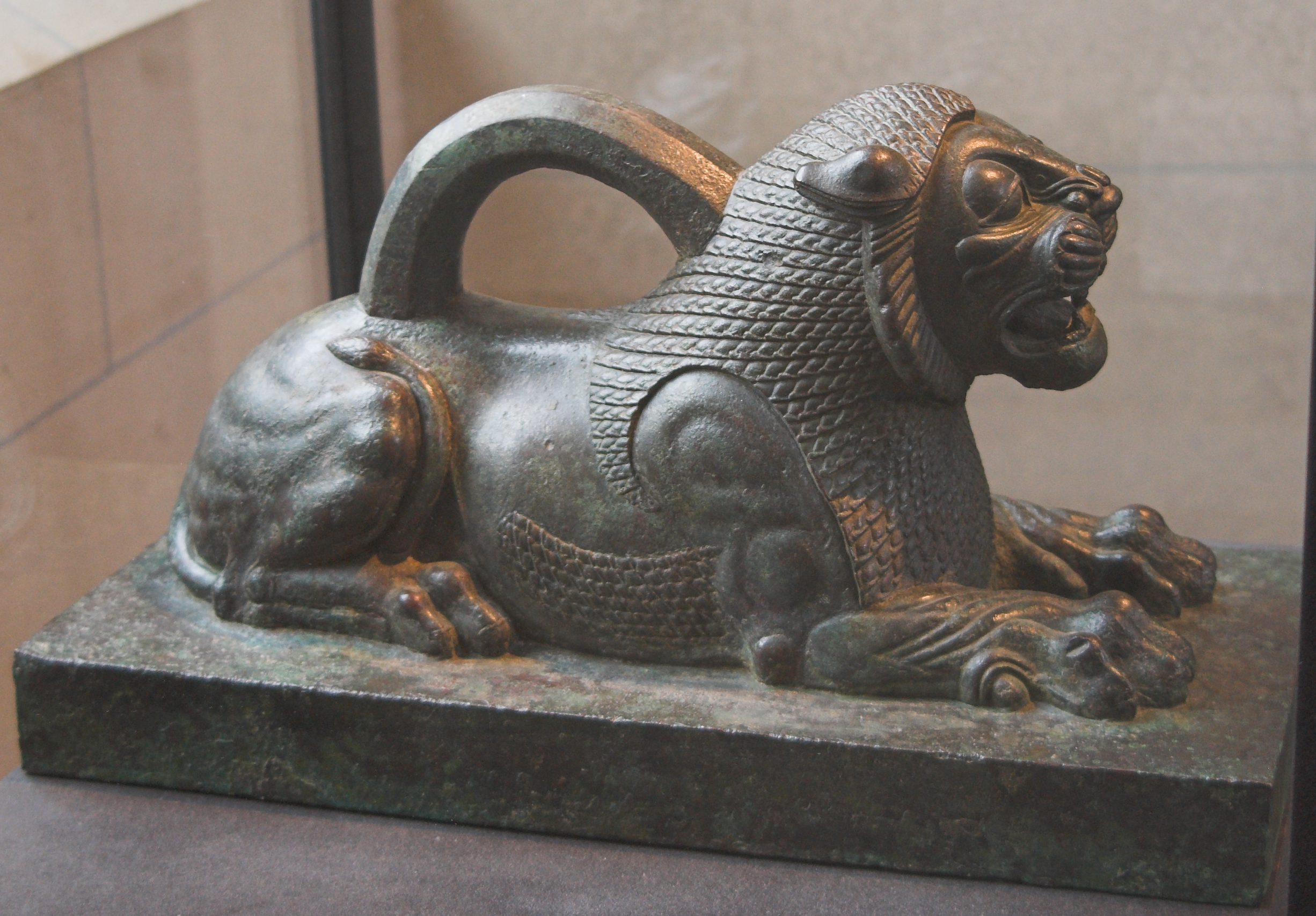
Poids de 4 talents en bronze, en forme de lion, servant sans doute pour la monnaie pesée, Suse, musée du Louvre.

L'étude des pratiques monétaires dans l'empire révèle une nouvelle facette de la souplesse de son organisation. On peut repérer deux grandes zones. La première, qui correspond à la partie orientale de l'empire (à l'est de l'Euphrate), continue à utiliser des pratiques pluriséculaires dans lesquelles l'argent sert d'instrument d'échange et d'unité de compte principale et est évalué en fonction de son poids. Il peut exister des lingots ou autres objets en argent de poids standardisé, mais on n'en connait pas de forme privilégiée, cette monnaie circule sans doute sous une forme « anonyme », non marquée. Dans la partie occidentale de l'empire, ces pratiques sont en recul devant l'expansion des pièces de monnaie, qui sont apparues en Lydie avant la conquête perse (les « créséides » de Crésus). Cyrus II a poursuivi l'émission de ces pièces, qui se sont parallèlement répandues dans les cités grecques voisines qui ont fait des émissions civiques. Darius Ier procède à une date indéterminée à l'émission d'un système monétaire « royal », reposant sur deux monnaies : le darique (dareikos en grec), fait d'or très pur (23,25 carats) et pesant environ 8,40 grammes ; le sicle (de l'akkadien šekel, síglos en grec), pesant environ 5,60 grammes. Vingt sicles ont la valeur d'un darique. 3 000 dariques forment un talent, qui est la plus grosse unité de poids et monétaire. Ces monnaies représentent le roi muni d'un arc et parfois d'autres armes, donc dans diverses postures guerrières,. Au Ve siècle et surtout au IVe siècle, des satrapes d'Asie mineure font temporairement des émissions dites « satrapiques » : un Pharnabaze à Cyzique, Tissapherne à Tarse, Mazaios et d'autres en Cilicie. Ces émissions exceptionnelles, probablement faites après autorisation du pouvoir royal, servent à financer des opérations exceptionnelles, notamment militaires. Ces monnaies sont en argent ou en bronze, leur poids est fondé sur l'étalon perse (doubles sicles appelés aussi statères) et les types sont locaux, reprenant les symboles des régions d'émission (divinités, animaux),. L'usage de cette monnaie se répand ensuite en Phénicie, en Palestine puis en Égypte. Les cités grecques, royaumes anatoliens (comme les Hécatomnides en Carie), chypriotes et phéniciens font également des émissions pour leurs besoins locaux. Dans cette zone occidentale, il s'agit d'une monnaie comptée dont la valeur est faciale et non plus pondérale, ce qui marque une rupture cruciale dans l'histoire des pratiques monétaires. Elle peut conserver une valeur pondérale, notamment dans les régions orientales où on trouve certaines de ces pièces de monnaie coupées ou élimées pour en modifier le poids avant la pesée pour une transaction.
L'utilisation exacte de ces nouvelles formes de monnaie reste mal déterminée, notamment en ce qui concerne les transactions courantes hors de la sphère du pouvoir qui les a émises prioritairement pour ses propres besoins (militaires ou fiscaux). On sait au moins par les archives de Persépolis et de Babylonie que les salaires y étaient généralement versés en nature, suivant le principe ancestral des rations d'entretien (essentiellement des grains, de la laine, de l'huile). L'économie des régions de l'empire perse n'était probablement pas monétisée, sauf à la rigueur dans les cités occidentales au contact du monde grec. Les monnaies circulaient dans différentes sphères politiques : le darique a connu une grande popularité dans le monde égéen, tandis que des monnaies grecques, dont les très populaires « chouettes » athéniennes, circulaient aussi en Asie mineure et en Égypte, où elles ont servi de modèle à certaines émissions qui ont repris leur poids (tétradrachme) et parfois même leur type. Il ressort donc une nouvelle fois la flexibilité de l'administration perse, qui dispose d'un instrument centralisateur avec les émissions royales, mais laisse aussi une autonomie avec les émissions locales à l'ouest et en ne cherchant pas à bousculer les pratiques monétaires des régions orientales,.

### Une approche pragmatique et souple du pouvoir

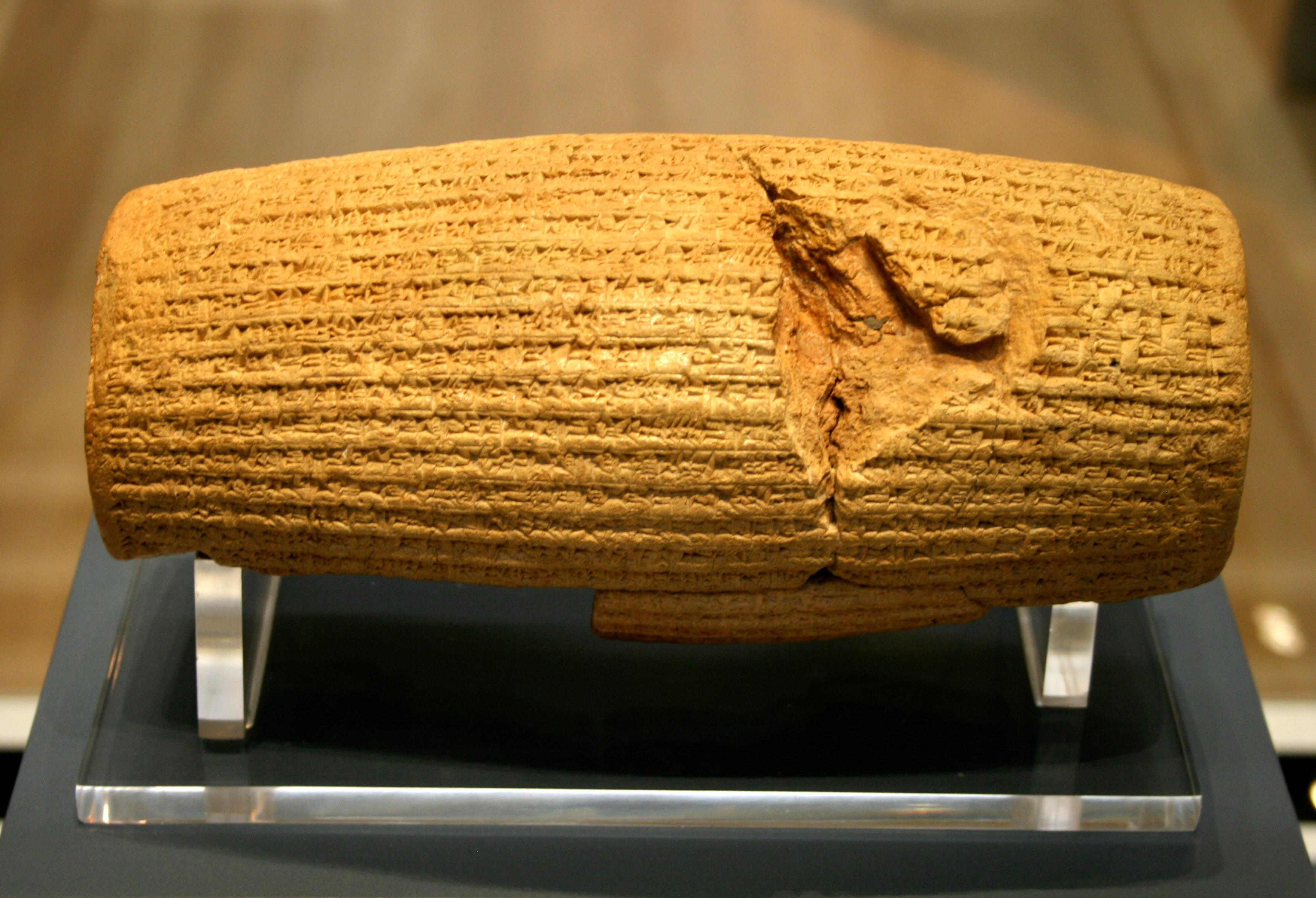
Le cylindre de Cyrus conservé au British Museum.

Dans ses différents aspects, le modèle impérial achéménide témoigne d'une approche pragmatique et peu centralisatrice de la domination. Il laisse avant tout la place à l'adaptation aux structures et habitudes des provinces, associant leurs élites à l'exercice du pouvoir et leur conférant une relative autonomie (mais dans une position généralement subalterne). Il ne s'agit donc pas de régner par la terreur (comme les Assyriens et dans une moindre mesure les Babyloniens) ou bouleverser les habitudes en cherchant à répandre une culture homogène accompagnant son projet impérial. En témoigne le fait que la religion et la langue des Perses n'ont pas fait l'objet d'une tentative d'exportation aux peuples soumis, alors que par réalisme les temples locaux sont soutenus et que l'araméen d'empire est utilisé comme langue véhiculaire parce qu'il en était déjà ainsi sous les empires assyrien et babylonien,. Dans le domaine du droit, cette même approche ressort : les traditions juridiques locales semblent préservées, comme le prouve le fait que Darius Ier patronne une codification de lois égyptiennes. Mais la suprématie juridique appartient aux représentants du pouvoir, et au roi en dernier lieu.
Il est néanmoins exagéré de considérer les Achéménides et en particulier Cyrus II comme des précurseurs de la tolérance religieuse ou même des droits de l'homme, notions anachroniques dans le contexte de l'empire achéménide, notamment à la suite de mauvaises interprétations du « Cylindre » qui en réalité replace le roi perse dans la tradition babylonienne antique, montrant qu'il n'est pas là pour bousculer les traditions locales et notamment la puissance de ses grands temples. Il apparaît plutôt que tant que son autorité et ses demandes en ressources sont respectées, le pouvoir achéménide est peu intrusif et laisse une marge appréciable d'autonomie, et seuls les rebelles font l'objet de mesures réellement coercitives et punitives recourant notamment à des pratiques de terreur et de destruction comme ses prédécesseurs, comme le montrent le témoignage des répressions des révoltes en Ionie, Babylonie ou en Égypte. Cela ne remet donc en aucun cas en cause sa capacité à contrôler les territoires qu'il domine, qui a en fin de compte été plus solide que l'historiographie ne l'a longtemps reconnu, ni la volonté et la capacité de l'administration perse à modifier progressivement certains aspects des institutions des pays dominés.

## Bilan du règne des Achéménides et héritages
Dans l'histoire du Proche-Orient ancien, l'empire achéménide occupe une place particulière. Tout d'abord, en tant que construction impériale, il s'inscrit dans la continuité de l'empire néo-assyrien et de l'empire néo-babylonien, et peut dans une certaine mesure tirer des leçons de leurs expériences, aussi bien de leurs réussites que de leurs échecs. En tout cas il n'a pas à partir de zéro, et constitue une nouvelle étape dans l'affirmation de l'impérialisme dans le Proche-Orient ancien.
C'est en effet sous le règne des Achéménides qu'ont été réunis des royaumes, auparavant concurrents, dans une même formation étatique qui s'étendait entre l'Indus et la mer Égée. Les royaumes précédents ont effectivement disparu, remplacés par l'organisation administrative de l'empire. Ont été conservées les différentes traditions des empires conquis, refondées en un nouvel ensemble en y introduisant une idéologie et des pratiques nouvelles comme le montrent notamment l'art achéménide ou certaines innovations administratives (les satrapies). Les administrateurs iraniens sont prépondérants dans celles-ci. C'est vraisemblablement à travers l'appui que trouvaient les rois sur la noblesse perse que les Achéménides ont réussi à assurer leur pouvoir aussi longtemps.
Cependant, l'extrême diversité des peuples qui composent l'empire rend difficile toute vision précise de la nature exacte de l'emprise du pouvoir royal sur les différentes nations de l'empire. Mais il n'est pas établi que l'emprise perse sur l'empire soit plus faible qu'auparavant dans les années précédant la conquête. Alexandre, qui peut être vu comme le dernier des Achéménides selon P. Briant, reprend à son compte une partie du modèle achéménide et se pose en successeur de Darius III, essaye de préparer une fusion entre élites iraniennes et grecques, ce qui lui attire l'opposition de la noblesse macédonienne, qui n'arrive pas à organiser la succession d'Alexandre après sa mort. La création des grands royaumes hellénistiques, plus particulièrement le royaume séleucide, qui a suivi dans la région est en partie intervenue dans la continuité des pratiques achéménides. Certains rois des pays helléniques et balkaniques reprennent même à leur compte des pratiques sociales des Perses pour créer une communauté de culture avec les nobles du pays conquis,.
L'héritage de la construction politique achéménide se retrouve dans les empires qui leur succèdent, notamment les Séleucides et les Parthes, même si l'approche pragmatique et souple de la domination achéménide n'est qu'incomplètement reprise. Les Achéménides trouvent des héritiers dans la dynastie des Perses sassanides qui émerge au IIIe siècle de notre ère à partir de l'ancien cœur du premier empire perse. Si des lieux de culte achéménides comme Persépolis et Naqsh-e Rostam sont visités par les rois sassanides qui y laissent des inscriptions et des bas-reliefs, se plaçant ainsi dans la continuité de leurs illustres ancêtres, l'historiographie perse de l'époque sassanide comme celle de l'époque islamique n'ont pas vraiment conservé le souvenir des rois Achéménides, limité à quelques mentions de Cyrus II ou de Darius Ier. Ce n'est qu'après la redécouverte des monuments achéménides par les explorateurs puis les archéologues européens et surtout l'arrivée au pouvoir de Reza Chah en 1925 que le souvenir du premier empire perse est pleinement intégré dans le patrimoine national des Iraniens modernes.

### Sources primaires
- Pierre Lecoq, Les inscriptions de la Perse achéménide, Paris, Gallimard, 1997 (ISBN 2-07-073090-5)
- (en) Amélie Kuhrt, The Persian Empire, A Corpus of Sources from the Achaemenid Period, 2 t., Londres et New York, 2007 (ISBN 9780415436281)
- Dominique Lenfant (dir.), Les Perses vus par les Grecs. Lire les sources classiques sur l'empire achéménide, Paris, 2011 (ISBN 978-2-200-27035-3, lire en ligne)
- Ctésias de Cnide. La Perse. L’Inde. Autres fragments, texte édité, traduit et commenté par Dominique Lenfant, Collection des Universités de France, Les Belles Lettres, Paris, 2004.
- Les Histoires perses de Dinon et d'Héraclide (d'après les Persika de Dinon de Colophon et ceux d'Héraclide de Cumes), fragments édités, traduits et commentés par Dominique Lenfant, éditions de Boccard, Paris, 2009.
- Diodore de Sicile, Bibliothèque historique [détail des éditions] [lire en ligne]
- Hérodote, Histoires [détail des éditions] [lire en ligne]
- Plutarque, Vies parallèles [détail des éditions] [lire en ligne], Vie d'Artaxerxès (Artaxerxès II)
- Polybe, Histoires [détail des éditions] [lire en ligne]
- Strabon, Géographie [détail des éditions] [lire en ligne]
- Xénophon. Œuvres complètes, trad. Pierre Chambry, Garnier-Flammarion, 3 vol., 1967 :
  - t. II : Anabase. - Banquet. - Économique. - De la chasse. - La République des Lacédémoniens. - La République des Athéniens.
- Pierre Chambry (dir.) (trad. Pierre Chambry), Xénophon. Œuvres complètes : Cyropédie - Hipparque - Équitation - Hiéron - Agésilas - Revenus., t. I, Garnier-Flammarion, 1967 (1re éd. 1967)
- Émile Chambry, Émeline Marquis, Alain Billault et Dominique Goust (trad. Émile Chambry), Lucien de Samosate : Œuvres complètes, Éditions Robert Laffont, coll. « Bouquins », 2015, 1248 p. (ISBN 9782221109021), « Ménippe »

### Études générales
- Pierre Briant, Darius : les Perses et l'Empire, Paris, Gallimard, coll. « Découvertes Gallimard / Histoire » (no 159), 1992
- Pierre Briant, L'histoire politique de l'Empire achéménide : problèmes et méthodes, Coll "Revue des Études anciennes", Tome 95, 1993
- Pierre Briant, Histoire de l'Empire perse, de Cyrus à Alexandre, Paris, Fayard, 1996 (ISBN 2-213-59667-0)
- Iran : La Perse de Cyrus à Alexandre, Dijon, coll. « Dossiers d'archéologie no 227 », octobre 1997 (ISSN 1141-7137)
- (en) Amélie Kuhrt, « The Achaemenid empire (c.550–330 BCE): continuities, adaptations, transformations », dans Susan E. Alcock et al. (dir.), Empires: Perspectives from Archaeology and History, Cambridge, 2000 (ISBN 0521-770203), p. 93-123
- Philip Huyse, La Perse antique, Paris, 2005 (ISBN 978-2-251-41031-9)
- (en) John E. Curtis et Nigel Tallis (dir.), Forgotten Empire: the World of Ancient Persia, Londres, 2005 (ISBN 978-0226627779)
- (de) Alexander Koch (dir.), Pracht und Prunk der Grosskönige: Das Persische Weltreich, Stuttgart, 2006
- (en) Daniel T. Potts (dir.), The Oxford Handbook of Ancient Iran, Oxford, Oxford University Press, 2013 (ISBN 978-0-1997-3330-9)
- (en) Albert T. Olmstead, History of the Persian Empire, University of Chicago Press, 1948 (ISBN 978-0-226-62777-9, lire en ligne)
- (en) Matt Waters, Ancient Persia : A Concise History of the Achaemenid Empire, 550-330 BCE, New York, Cambridge University Press, 2014 (ISBN 978-0-5212-5369-7)
- Wouter F. Henkelman et Celine Redard (dir.), Persian Religion in the Achaemenid Period / La religion perse a l'époque Achemenide, Harrassowitz ; Bilingual édition, 2017, 496 p. (ISBN 978-3-4471-0647-4)
- (en) Bruno Jacobs et Robert Rollinger (dir.), A Companion to the Achaemenid Persian Empire, Hoboken, Wiley Blackwell, 2021
- (en) Karen Radner, Nadine Moeller et D. T. Potts (dir.), The Oxford History of the Ancient Near East : Volume V: The Age of Persia, Oxford, Oxford University Press, 2023

### Art et architecture
- Regards sur la Perse antique, Le Blanc, Saint-Marcel, 1998 (ISBN 2-9510242-1-5)
- Agnès Benoit, Art et archéologie : les civilisations du Proche-Orient ancien, Paris, 2003
- Henri Stierlin, Splendeurs de l’Empire Perse, Paris, 2006 (ISBN 978-2-7000-1524-9)
- Marcel Gabrielli, Le cheval dans L'empire Achéménide, Ege Yayinlari, 2006, 135 p.
- Jean Perrot, Le palais de Darius à Suse : une résidence royale sur la route de Persépolis à Babylone, Paris, Presses de l'université Paris-Sorbonne, 2010 (ISBN 978-2-8405-0681-2)